# Das Eismeer
Das Eismeer ist ein in den Jahren 1823/1824 entstandenes Gemälde des Künstlers Caspar David Friedrich (1774–1840). Es zeigt eine arktische Landschaft mit sich auftürmenden Eisschollen, unter denen auf der rechten Seite ein gekentertes Segelschiff begraben liegt, nur mit einem Teil des Hecks und einem gebrochenen Mast sichtbar. Das 96,7 cm × 126,9 cm große, in Öl auf Leinwand gemalte Bild ist in der Zeit des Vormärz entstanden und zugleich in einer Lebensphase Friedrichs, in der sein künstlerischer Erfolg verblasste. So wird Das Eismeer gemeinhin als eine Darstellung des endgültigen Scheiterns besprochen. Seit 1905 befindet es sich im Eigentum der Hamburger Kunsthalle und gilt als eines der Hauptwerke der Sammlung. Infolge einer Verwechslung mit einem weiteren Polarbild des Malers wurde es bis 1965 mit dem Titel Die gescheiterte Hoffnung bezeichnet.

## Bildbeschreibung
Caspar David Friedrichs Eismeer ist ein querformatiges Gemälde, klar gegliedert in „zweischichtigem Bildraum“: einerseits der zerklüfteten und unruhigen Eislandschaft im Mittelteil und Vordergrund, andererseits dem kalten Blau der Ferne, in dem das Meer an einer schwachen Horizontlinie in einen verhangenen Himmel übergeht. Im Zentrum steht ein schroffes Eisgebilde, eine geborstene Eisdecke, deren Platten zu einem klippenartigen Berg über- und gegeneinander geschoben, diagonal aufgetürmt in die Höhe weisen. Die einzelnen Tafeln sind in verschiedenen Gruppen treppenartig in der Hauptrichtung von rechts nach links geschichtet, wirken scharfkantig und zum Teil pfeilartig zugespitzt. Vier vordere Bruchstücke liegen in einer Gegendiagonale und vermitteln so eine Drehbewegung um die zentrale Bildachse.

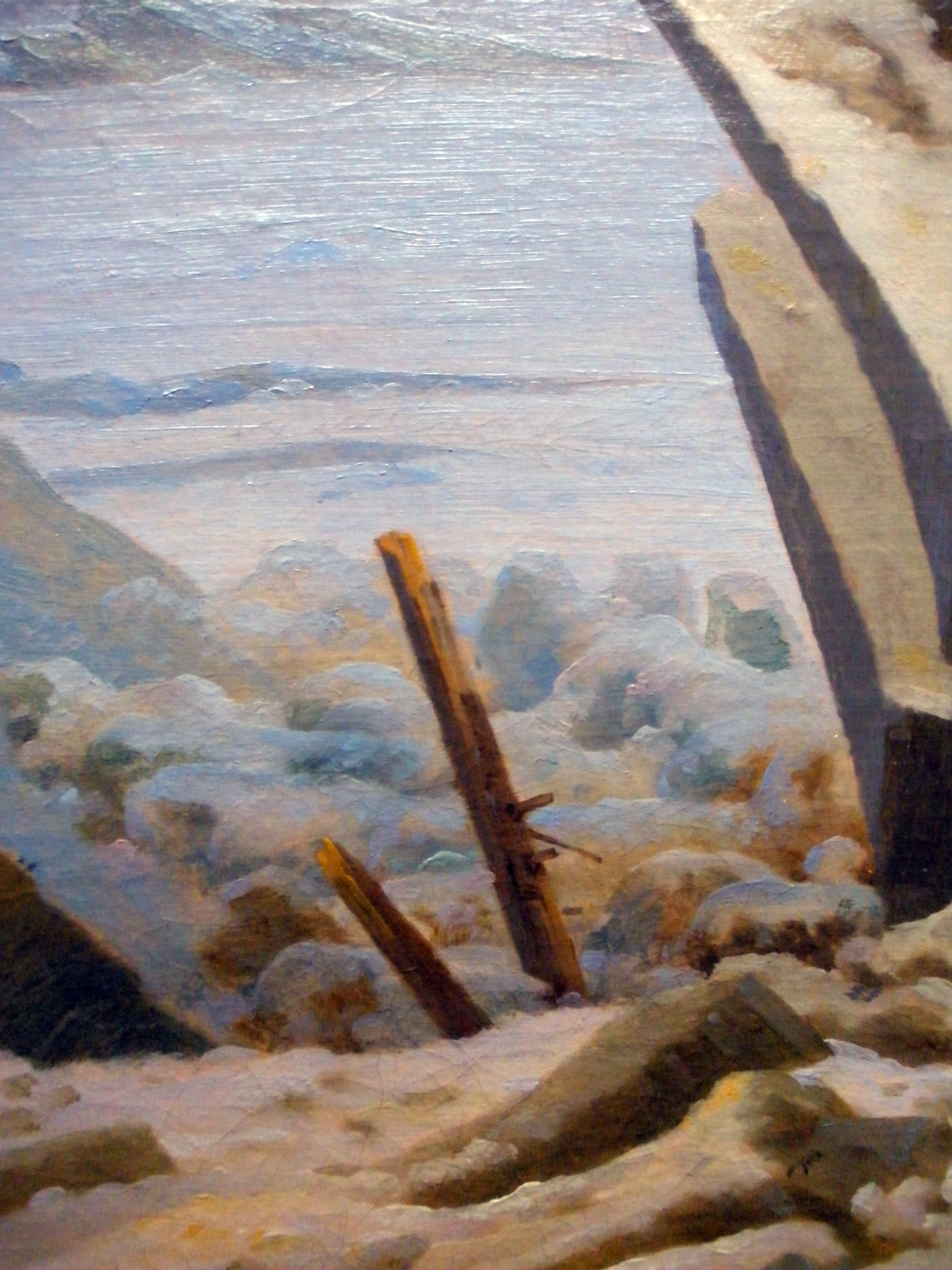
Detail aus dem Gemälde Das Eismeer

Vorgelagert, zum Betrachter hin, durch den schmalen Streifen einer vereisten, leicht erhöhten Uferzone vom Hauptgeschehen getrennt, häuft sich von links nach rechts ein Riegel weiterer Eisschollen. Sie sind in schmutzig-braunen und grünlich-grauen Tönen gehalten, kontrastiert durch ockerfarbene Schneehaufen mit flockiger Struktur. Erdreste deuten auf einen Landbereich hin. Auf der rechten Bildseite verbindet eine aufgerichtete gelbliche Platte mit ihrer hellen Spitze den vorderen Bereich mit der Hauptzone, in der ein sinkendes Schiffswrack zu entdecken ist. Es scheint durch die Macht der Schollen gegen das Eis der Landregion gedrückt und gekentert zu sein. Nachfolgende Eisplatten schieben sich über den Rumpf, zwischen Eisgeröll bleiben lediglich ein Teil des Hecks, der Besanmast, ein Stück Segel und etwas Tau erkennbar. Links des Eisgetüms sind einige kahle, dünne Baumstämme zwischen den Platten verkeilt, letzte Verweise auf die vormalige Vegetation.
Der Hintergrund wird durch das Meer mit darauf treibenden Eisbergen gebildet, die sich in einer blauen Tiefe verlieren. Am linken Rand schwimmt ein Eisgebilde, das in seiner Form dem zentralen Monument ähnelt, doch während dieses undurchsichtig und kompakt ist, wirkt das Hintere gläsern und schwebend in dem diffusen Licht. Der Himmel, kalt blau und mit nebelig-grauen Andeutungen durchzogen, liegt wie eine Wand hinter der erstarrten und eingefrorenen Szene. Lediglich in der Mitte des oberen Randes bricht er mit einer lichten Wolkenbank auf und lässt den Tiefenraum erahnen.

Bildaufbau: Diagonale durch aus Eisblöcken gestaltete Pfeile

Die vordere Bildebene zeigt Tod und Zerstörung, das Land ist unter dem ewigen Eis begraben, die organische Natur abgestorben, das Leben erdrückt. Die hoch aufgestellten Eistafeln können darin wie Grabmäler, das Schiff als unter Platten begraben gesehen werden. Den Zugang zum Gemälde formen die vorderen, dunkel gehaltenen Schollen, die wie Stufen zu einem Monument oder aber einem Bühnenraum hinaufführen. Sie stellen sich zugleich als Barriere entgegen, der Betrachter bleibt außerhalb, steht erhöht und schaut leicht von oben auf die Szene. Mittig im Vordergrund deutet ein aus Eisblöcken gestalteter Pfeil schräg aufwärts zum gestrandeten Schiff. Dort bilden Mast und Eisschollen eine Gegendiagonale, die als weiterer Pfeil in den aufgebrochenen Himmel zeigt. Der Blick wird so in die Ferne und den unbegrenzten Hintergrund gelenkt, der im Kontrast die zweite Bildebene darstellt.
Die Diagonalen bewirken eine geordnete Bildgliederung, gestützt durch die Aufteilung in ein oberes Drittel durch die Horizontlinie und eine Bildmitte durch die Gerade der Uferkante parallel zum Horizont. Der zentrale Eiskomplex steht darin wie ein kristalliner Keil. Die wohlproportionierte Linienführung verstärkt den bühnenbildhaften Aufbau und trägt so zur Spannung des Bildes zwischen Chaos und Ordnung bei. Das Licht innerhalb des Bildes wirkt diffus und wird an der aufgebrochenen Wolkendecke entlang der Mittelachse sichtbar. Es fällt jedoch von außen, aus Richtung rechts oberhalb des Betrachters ein, so dass es den dramatischen Vordergrund mit seiner reichen Farbigkeit der „dinghaft-schweren und scharfkantigen“ Eismasse beleuchtet und von der Leuchtkraft des Blaus in der scheinbaren Schwerelosigkeit und Durchsichtigkeit der Ferne trennt.

## Bildtitel und Provenienz
Bereits 1824, im Jahr seiner Vollendung, stellte Friedrich das Gemälde in Prag als Ideale Scene eines arktischen Meeres, ein gescheitertes Schiff unter den aufgethürmten Eismassen und in Dresden als Das Eismeer aus. Zwei Jahre später war es in Berlin und in Hamburg zu sehen, diesmal unter dem Titel Ansicht des Eismeeres. Das Bild blieb bis zum Tod des Künstlers in dessen Besitz und wurde 1843 von seinem Freund Johan Christian Dahl (1788–1857) aus dem Nachlass gekauft. Es war im Nachlassverzeichnis unter der Nr. 101 als Eisbild. Die verunglückte Nordpol-Expedition ausgewiesen.
Nach dem Tod von Dahl kam es 1859 in eine Versteigerung, der zugehörige Auktionskatalog führte es unter der Nr. 91 als Winterlandschaft mit großen Eisbergen oder die verunglückte Hoffnung im Polarmeer nach Perris Reise auf. Es fand keinen Käufer und blieb im Eigentum des Sohns, Johann Siegwald Dahl (1827–1902). Dessen Witwe verkaufte es 1905 an Alfred Lichtwark (1852–1914), den damaligen Direktor, für die Hamburger Kunsthalle. Unter dem Titel Die gescheiterte Hoffnung wurde es zu einem der bekanntesten Werke der Sammlung.
Im Jahr 1965 wies der Kunsthistoriker Wolfgang Stechow (1896–1974) nach, dass es sich bei dem Titel um eine Verwechslung mit einem weiteren Polarbild Caspar David Friedrichs handelte, einem bereits 1822 entstandenen Gemälde mit der ursprünglichen Bezeichnung Ein gescheitertes Schiff auf Grönlands Küste im Wonne-Mond, das seit 1868 als verschollen gilt. Auf diesem stand ebenfalls ein von Eismassen begrabenes Schiff im Zentrum, es trug im Gegensatz zu dem namenlosen Wrack in dem zweiten Bild jedoch den Namen Hoffnung. In den folgenden Jahrzehnten kam es zu einer teilweisen Übertragung von Titel, Motiv und Entstehungsgeschichte. Entsprechend den gewonnenen Erkenntnissen wird das Gemälde in der Hamburger Kunsthalle wieder Das Eismeer genannt, so wie es 1824 in Dresden ausgestellt war. Die Forschungen von Wolfgang Stechow brachten zudem mit sich, dass sowohl die Hintergründe der Entstehung wie die bis dato veröffentlichten Rezeptionen und Deutungen des Bildes hinterfragt wurden. Beide Gemälde sind seit 1973 in dem von Helmut Börsch-Supan und Karl Wilhelm Jähnig erstellten Werkverzeichnis Caspar David Friedrichs aufgeführt.

### Exkurs: Die gescheiterte Hoffnung

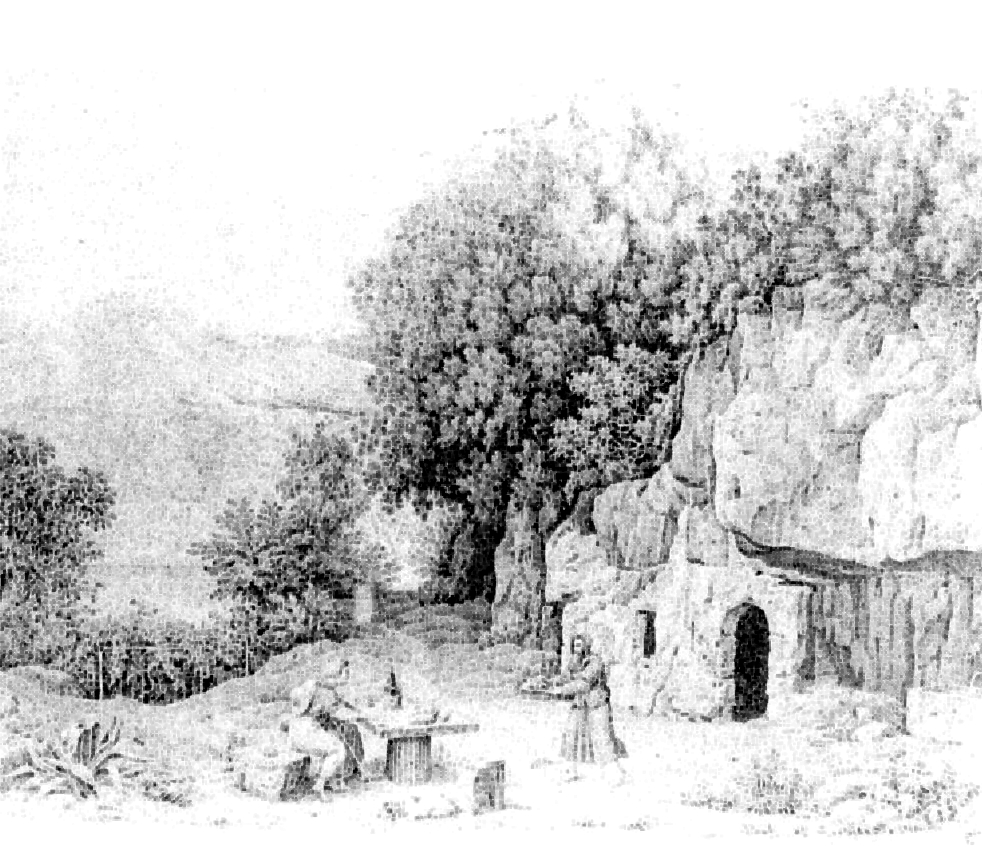
Johann Frenzel: Radierung nach dem Gemälde von Johann Martin von Rohden: Einsiedler bewirtet einen Pilger (um 1830)

Das im Jahr 1822 entstandene erste Polarbild hatte der Maler als Auftragsarbeit für den Dresdner Kunstmäzen Johann Gottlob von Quandt (1787–1859) geschaffen, der für seine Privatsammlung ein Pendantpaar mit den Motiven Süden und Norden wünschte. Die „südliche Natur in ihrer üppigen Pracht“ stellte der Maler Johann Martin von Rohden (1778–1868) in einem Landschaftsbild dar: zur Rechten eine Grotte unter bewachsenen Felsen, links eine weite Aussicht auf Bergketten und Ruinen, im Zentrum ein Einsiedler, der einen Pilger bewirtet. Auch dieses Gemälde ist verschollen, erhalten ist eine Abbildung als Radierung von Johann Gottfried Frenzel (1782–1855). Friedrich war vor die Aufgabe gestellt, ein Gegenstück zu schaffen:

„Der Landschafter Friedrich malt für mich ein großes Bild, welches ein Gegenstück zu Rohdens Landschaft werden soll. In Rohdens Bild ist alles vereint, was eine südliche Natur Freundliches darbietet und in Friedrichs, was der Norden Ungeheures und Erhabenes zeigt. Schroffe Felsen oben mit Schnee bedeckt, an welchen kein armes Gräschen Nahrung findet, schließen einen Meerbusen ein, in welchem Stürme Schiffe verschlagen und durch ungeheure Eisschollen zerdrückt haben. Dieses graue Gemisch von Schiffstrümmern, Treibholz und Eismassen macht eine wunderbare und große Wirkung. Die Durchsichtigkeit und meergrüne Farbe des Eises ist Friedrich erstaunlich gelungen.“

Das Bild wurde nach seiner Fertigstellung in der Dresdner Akademie ausgestellt, es hat die Maße 95 × 130 cm, abgebildet sind laut Ausstellungskatalog „schwarze Felsenriffe, an denen sich geborstene, tauende Eisschollen auftürmen. Zwischen ihnen sind die Reste eines Schiffes eingeklemmt, auf dem man den Namen ‚Hoffnung‘ liest.“ Nach dem Tod Quandts wurde es 1868 aus dessen Nachlass versteigert und gilt seither als verschollen. Helmut Börsch-Supan bewertet dieses Gemälde, vor dem Hintergrund der Gegenüberstellung mit einer arkadischen Landschaft des irdischen Paradieses, als Gleichnis religiöser Überzeugung und „Sinnbild der Erlösung durch den Tod“, jedoch als gedanklich verschieden von dem zwei Jahre später entstandenen Eismeer.

## Hintergründe der Entstehung

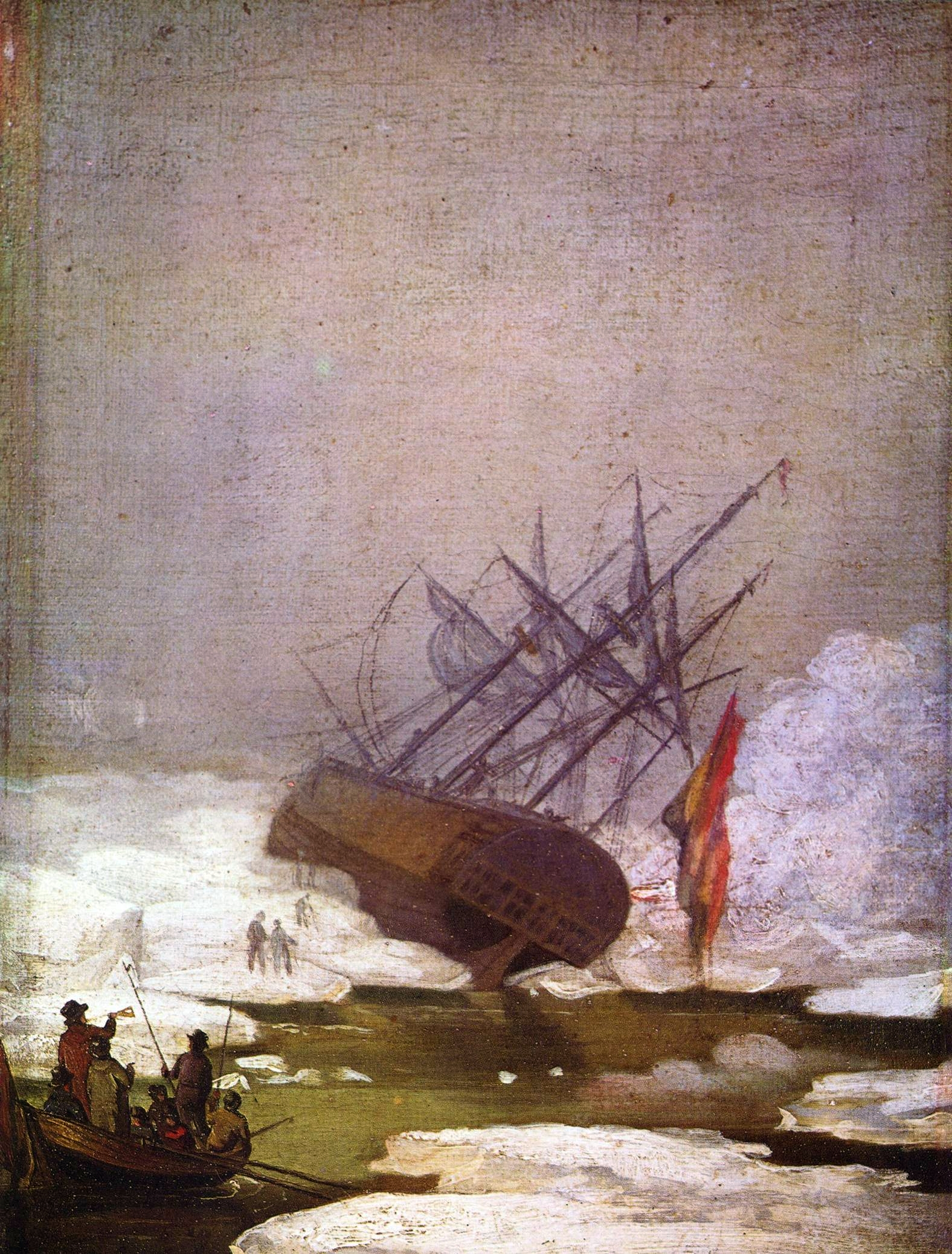
Das Wrack im Eismeer (1798) stammt vermutlich nicht von Friedrich

Das in der Tradition der Landschaftsmalerei stehende Thema Schiffbruch, hier zumal im Polarmeer, wurde von Caspar David Friedrich Anfang der 1820er Jahre aufgegriffen und in zwei Bildern umgesetzt. Er plante mindestens ein weiteres, doch dessen Ausführung ist nicht bekannt. Ein bereits 1798 entstandenes Bild Wrack im Eismeer, 31,4 × 23,6 cm, Öl auf Leinwand, 1951 von der Hamburger Kunsthalle erworben, galt lange Jahre als Jugendbild des Künstlers. Die Zuschreibung wird jedoch bezweifelt, auch konnte kein Bezug zu den späteren Polarbildern hergestellt werden.
Mit dem Eismeer hat Friedrich die Idee des zwei Jahre früher fertiggestellten Gemäldes Die zertrümmerte Hoffnung weiterentwickelt. Die Hintergründe der Entstehung beider Gemälde lassen sich zurückführen auf eine allgemeinere Auseinandersetzung mit dem Thema Schiffbruch, weitergeführt als eine Allegorie des Scheiterns im politischen Umfeld der deutschen Restauration. Als konkreter Bezug gelten die Anfang des 19. Jahrhunderts in öffentlicher Aufmerksamkeit stehenden Nordpolexpeditionen sowie Friedrichs naturwissenschaftliche und maltechnische Interessen an der Darstellung von Kristallisationsprozessen von Wasser und Eis. Während das erste Bild eine Auftragsarbeit mit definierter Aufgabenstellung war, wird das zwei Jahre später entstandene Eismeer zudem vor dem Hintergrund persönlicher Rückschläge des Künstlers gesehen.
Ein Gast in Friedrichs Atelier, Carl von Voß, Kammerherr von Alexander Carl, Herzog von Anhalt-Bernburg, dem der Maler das Eismeer-Bild zeigte, berichtete zeitgleich auch über den Besuch des Panoramas: „Eine weite Ansicht der Polar-Gegend, in welcher im July 1818 zwey englische Entdeckungsschiffe vom Eise eingeschlossen wurden. Dies war eine Copie des an Ort und Stelle aufgenommenen Panoramas, welches zu London gezeigt wird; der Himmel und die niedrig stehende Sonne waren sehr brav dargestellt, sowie die Eisbär- und Walroß-Jagden der Matrosen.“

### Thema Schiffbruch
Als wichtige Gruppen im Werk Friedrichs gelten die Darstellungen von Schiffen und Häfen. Das Sujet Schiffbruch als besondere Form der Marinemalerei wurde von ihm relativ selten, „aber mit auffällig hohem künstlerischen Anspruch“ aufgegriffen. Die Tradition dieses Themas geht auf das 16. Jahrhundert zurück und bezog sich zunächst auf die biblische Geschichte des in Seenot geratenen Propheten Jona. Berühmte Beispiele sind Gemälde von Pieter Bruegel dem Älteren (um 1525/30–1569) aus den Jahren 1568/69 und Jan Brueghel dem Jüngeren (1601–1678) aus der Zeit um 1625. Letzteres enthält mit dem Hauptmotiv eines kenternden Schiffs und einem Rettungsboot im Vordergrund bereits die charakteristischen Bildelemente späterer Ausführungen. Im 17. Jahrhundert löste sich die Motivgestaltung vom biblischen Zusammenhang, der Schiffbruch wurde zum Sinnbild der äußersten Bedrohung durch Naturgewalten. In diese Zeit fallen auch die ersten Illustrationen des Polarmeers; bekannt ist das Gemälde Im Eismeer gestrandetes Schiff von Abraham Hondius (1625–1691) aus den Jahren 1676/77. Kontinuierliche Fortschreibung fand das Thema im 18. Jahrhundert; hier gelten die zahlreichen Historiendarstellungen des Malers Claude Joseph Vernet (1714–1789) als Maßgabe. In dieser Tradition steht auch das Gemälde Schiffbruch des Dresdner Malers Johann Christian Klengel (1751–1824) aus den 1770er Jahren, das Friedrich bekannt gewesen sein dürfte.
Eine Wandlung erfuhr das Thema zu Beginn des 19. Jahrhunderts; die naturalistische Dokumentation trat zurück, infolge der Aufklärung kam dem Schicksal des handelnden Menschen und der Bildhaftigkeit politischer Aussagen eine zentrale Bedeutung zu. Verschiedene europäische Künstler fanden mit Schiffbruch-Gemälden in monumentaler Ausführung internationale Aufmerksamkeit, so William Turner (1775–1851) mit seinem 1805 in London ausgestellten Bild Der Schiffbruch und insbesondere Théodore Géricault (1791–1824) mit dem 1819 geschaffenen Werk Das Floß der Medusa, das als Kritik an der wieder eingesetzten Bourbonen-Monarchie in Frankreich diskutiert wurde.

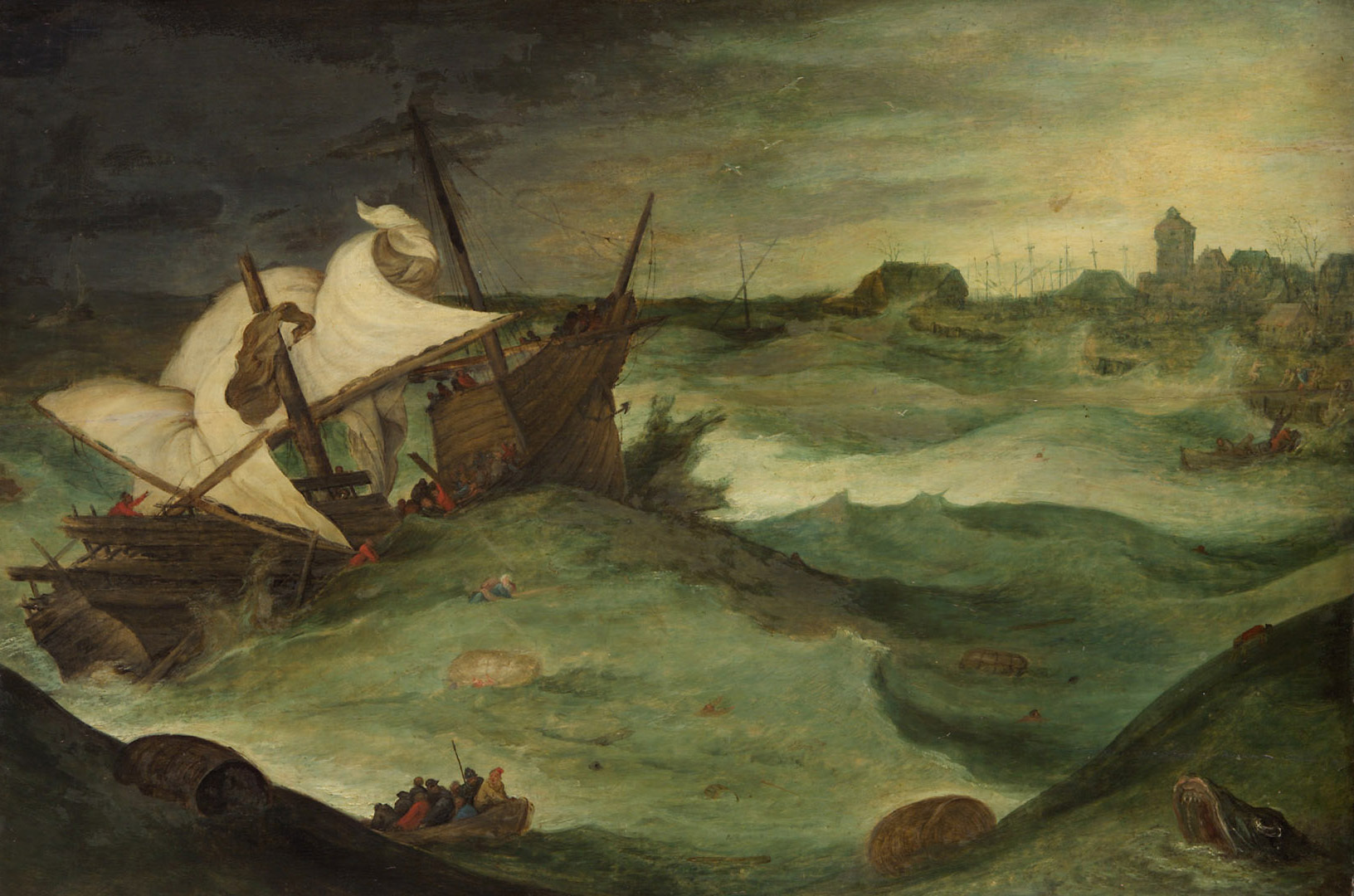
Jan Brueghel d. J.: Seesturm (um 1625)
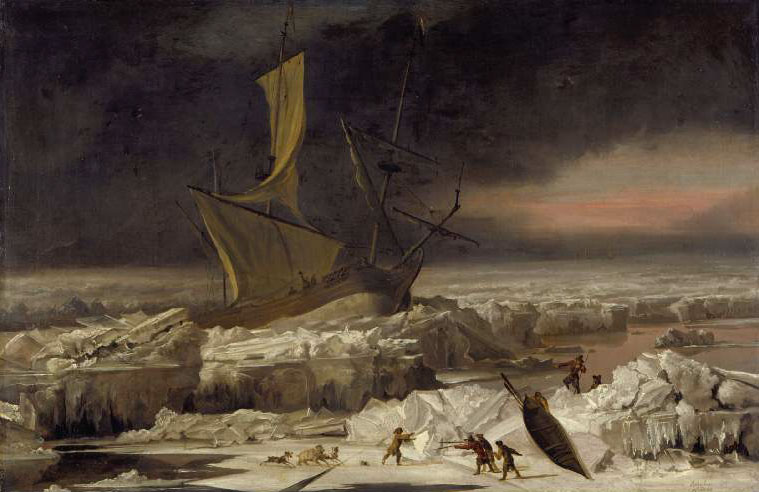
Abraham Hondius: Im Eismeer gestrandetes Schiff (1676/77)
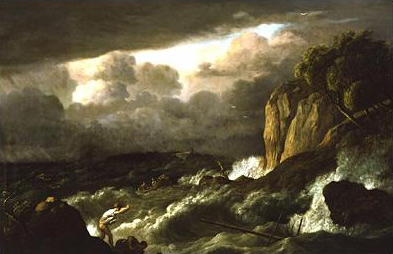
Johann Christian Klengel: Schiffbruch (um 1770)
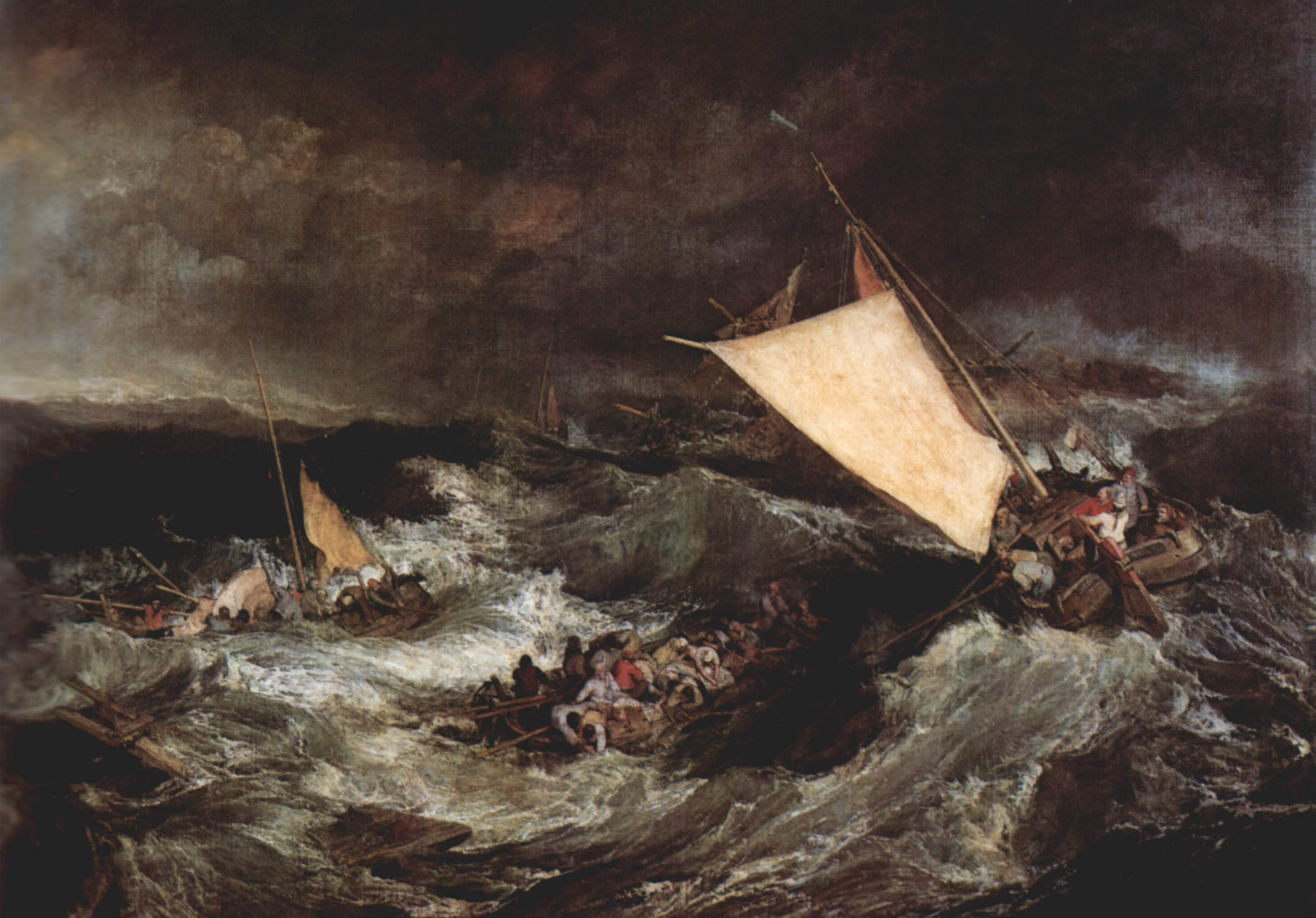
William Turner: Der Schiffbruch (1805)
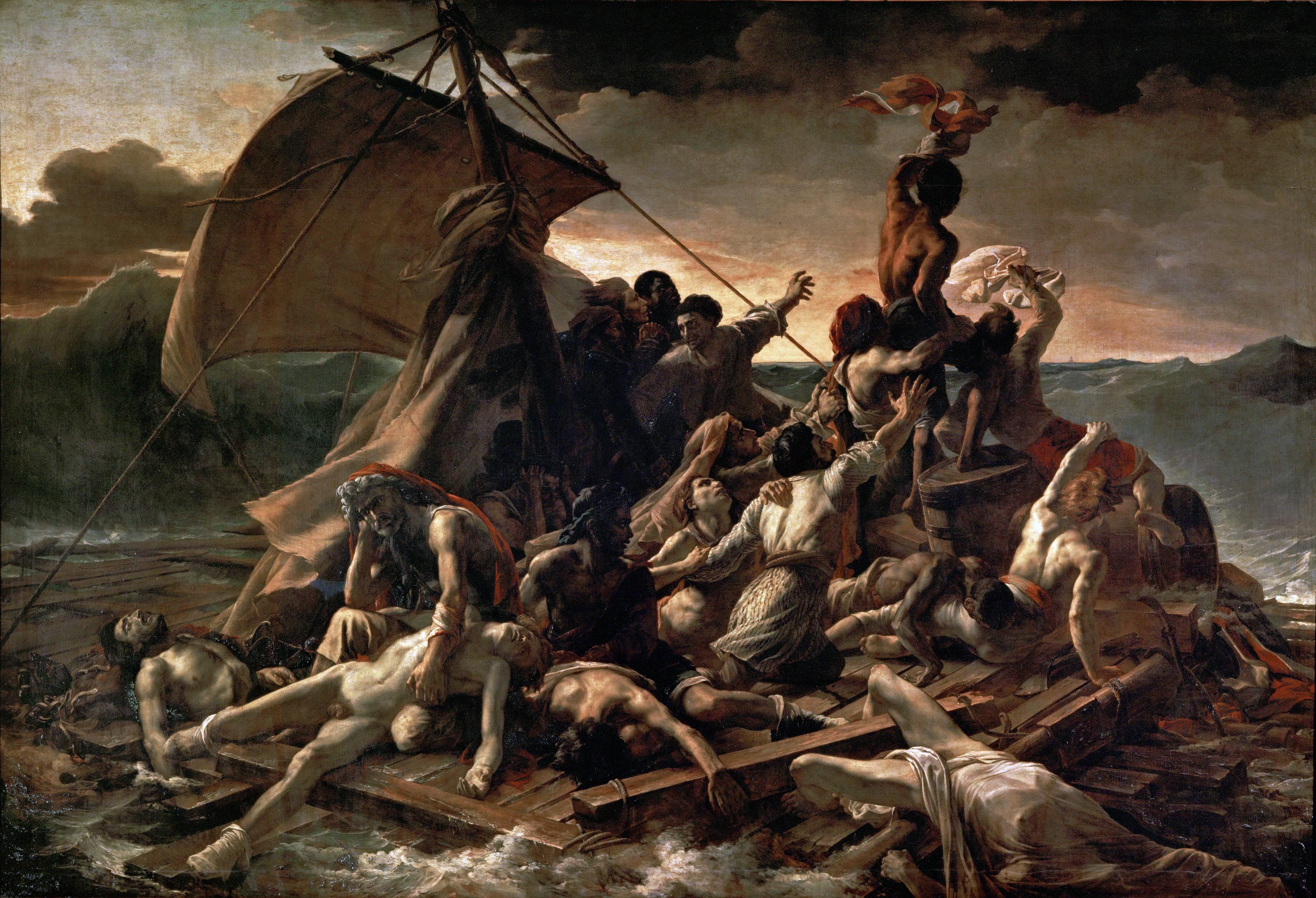
Théodore Géricault: Das Floß der Medusa (1819)

Caspar David Friedrichs Auseinandersetzung mit dem Thema Schiffbruch wird in diesen motiv- und geisteswissenschaftlichen Bezugsrahmen gestellt und als Allegorie des Scheiterns angesehen. Hintergrund ist die politische Situation in Deutschland nach dem Wiener Kongress 1815, in der die Ordnung nach vorrevolutionären Maßstäben wiederhergestellt werden sollte. Die Hoffnungen auf Bürgerrechte, Pressefreiheit und demokratische deutsche Einheit, während der französischen Besatzung und der Befreiungskriege entstanden, hatten sich durch die Karlsbader Beschlüsse von 1819 zerschlagen. Der Begriff Vormärz gilt als Synonym für Kälte und Eis in der politischen Landschaft und als ein Ansatzpunkt für Friedrich, die Vereisung des Klimas in politischer und sozialer Hinsicht zu kritisieren. Das Eismeer gerät zum Symbol der allgemeinen Erstarrung in Deutschland, es hat das Schiff des Freiheitsgedankens unter sich begraben und ist als Sinnbild für eine epochale zerstörte Hoffnung zu verstehen, ein zeichenhafter Protest gegen die Restauration. „In diesem Sinne stehen sich Friedrichs ‚Eismeer‘ als Landschaftsbild und Géricaults ‚Floß der Medusa‘ als Mehrfigurenbild als zwei unterschiedliche, aber gleichwertige Lösungen ein und derselben Problematik gegenüber.“

### Expedition der SchiffeHeclaundGriper

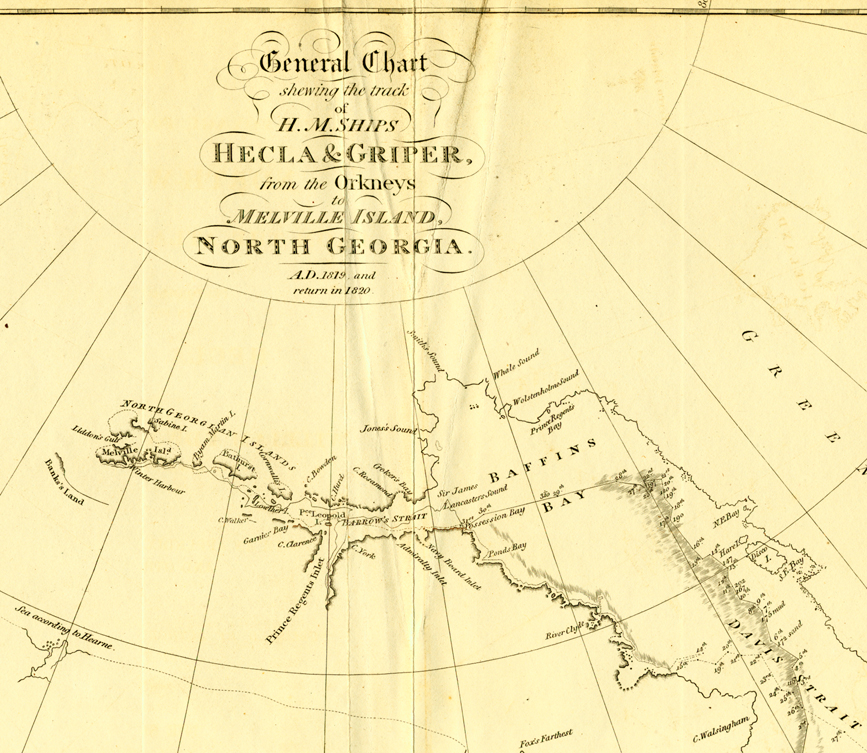
Karte der Expedition der Schiffe Hecla und Griper (1819–1820)

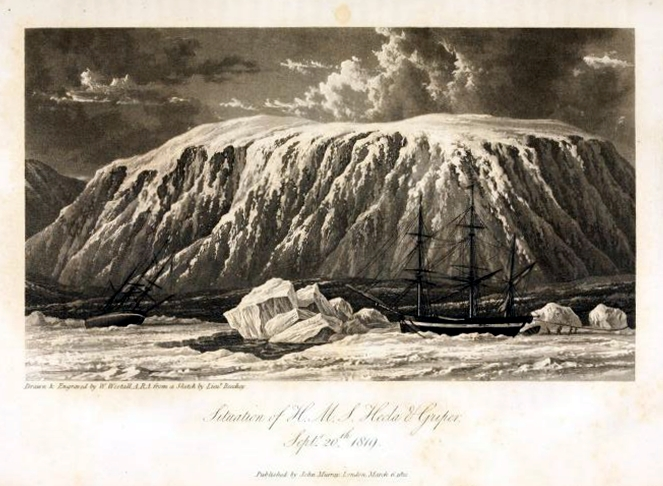
Lage der H.M.S. Hecla und Griper am 20. September 1819. Radierung von William Westall nach einer Zeichnung von F. W. Beechey.

Die einzige Quelle zur Entstehungsgeschichte des Gemäldes Das Eismeer ist ein Bericht des Philologen Carl August Böttiger (1760–1835). Er beschreibt nach einem Atelierbesuch im März 1825 ein „zweites Polarbild mit dem Griper zwischen starrenden und gähnenden Eisblöcken eingeklemmt (…) mit allen krystallinischen Localfarben und Pertinenzstücken zu jenem Eispallaste des Winters, wie ihn Thomson dichtet.“
Mit dem Griper verweist Böttiger auf eines der beiden Schiffe, mit denen William Edward Parry (1790–1855) in den Jahren 1819/20 eine öffentlich viel beachtete Expedition zur Entdeckung einer Nordwestpassage vom Atlantischen zum Pazifischen Ozean unternahm. Parry schildert seine mit den Schiffen Hecla und Griper unternommene erste Polarfahrt in einem umfangreichen Reisebericht, der 1821 in London veröffentlicht wurde und 1822 in deutscher Übersetzung erschien. Im vierten Kapitel ist eine Situation vom 20. September 1819 bei Melville Island dargestellt, in der durch einen starken Wind getriebene Eisschollen den Griper gegen Land drückten und der Segler zu kentern drohte. Das Schiff konnte gerettet werden und die Expedition kehrte, wenn auch erfolglos, so doch wohlbehalten nach England zurück.
Neben dem Bericht hatte der Schiffsleutnant Frederick William Beechey (1796–1856) von dieser Gefahrensituation eine Skizze gefertigt, die von dem Graphiker William Westall (1781–1850) für die Buchausgabe in eine Aquatinta-Radierung übertragen wurde und so der weiteren Anschauung diente.
Der Kunsthistoriker Wolfgang Stechow ging davon aus, dass Caspar David Friedrich sowohl den Bericht wie den Stich gekannt, darin Anregungen für das Gemälde Das Eismeer gefunden und weitergedichtet hatte. Die Umschöpfung einer Vorlage erachtet er dabei als charakteristisch, so dass aus einer Gefahrenschilderung die Katastrophe und aus einem Bericht Dichtung geworden ist: „Die breiten Eiswürfel des Stichs haben nicht nur das Schiff eingeholt, sondern sich auch in eine spitz drohende, rücksichtslos zermalmende Riesenscholle verwandelt.“ In diese Betrachtung fließt eine grundlegende Analyse von Friedrichs Verständnis der Romantik als Inbegriff der Summe alles Poetischen im Wortsinne des Hervorbringens ein: Die Landschaft, im Speziellen auch als Kompositlandschaft bezeichnet, wird im künstlerischen Produktionsprozess durch komponierte Elemente und erfundene Kombinationen hervorgebracht und erhält damit eine besondere Situation, ihren spezifischen Charakter und die Bedeutungsmöglichkeit. Friedrich selbst formulierte den Gehalt der Dichtung in seinem Werk als Anspruch:

„Der Mahler soll nicht bloß mahlen was er vor sich sieht, sondern auch was er in sich sieht. Sieht er aber nichts in sich so unterlasse er auch zu mahlen was er vor sich sieht. Sonst werden seine Bilder den Spanischen Wänden gleichen, hinter denen man nur Kranke und Tote erwartet.“

Die Kunsthistoriker Werner Sumowski und ihm folgend Helmut Börsch-Supan sehen in dem Gemälde ebenfalls eine Erdichtung des Polarmeers, bezweifeln jedoch die Herleitung aus dem Buch William Parrys und insbesondere die Beziehung zu der darin enthaltenen Abbildung William Westalls. Sie stellen dar, dass die Expedition schon vor Herausgabe des Reiseberichts im Interesse der Öffentlichkeit stand und Friedrich inspiriert haben kann. So war bereits am 25. Januar 1821, neben weiteren, ein Artikel über die Expedition im Literarischen Conversationsblatt erschienen. Insbesondere fand 1822 in Dresden die Ausstellung eines Panoramas des Landschaftsmalers und Mechanikus Johann Carl Enslen (1792–1866) unter dem Titel Winteraufenthalt der Nordpol-Expedition große Aufmerksamkeit und vermutlich auch das Interesse von Friedrich. Ein weiteres Panorama wurde im Oktober 1823 durch den Theatermaler Antonio Sacchetti unter dem Titel Die Nordpolexpedition in Prag ausgestellt. „Friedrich griff also ein Tagesgeschehen auf, gewann ihm aber einen metaphysischen Aspekt ab.“

### Eisstudien

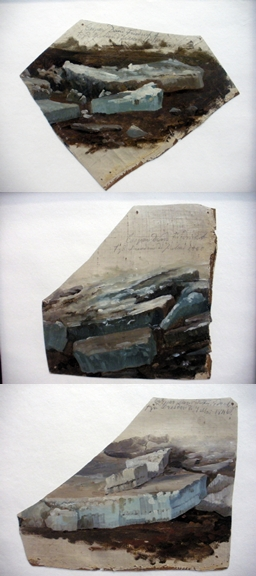
Caspar David Friedrich: Eisschollen, drei Ölstudien, 1821, Hamburger Kunsthalle

Carl August Böttiger erwähnt neben der Polarexpedition in seinem Bericht den Eispallaste des Winters, wie ihn Thomson dichtet, und benennt damit als literarische Quelle den Gedichtzyklus Seasons des schottischen Schriftstellers James Thomson (1700–1748). Zentrale Gedanken in diesem Werk gelten als Wegbereiter der Romantik, wie die Darstellung der Natur in ihren schroffen Gegensätzen, deren Wirkung auf den Menschen und das daraus entstehende Naturgefühl, die Suche nach dem Unendlichen und damit dem Tod, der in den Jahreszeiten zum Greifen nahe wird. Der Einfluss Thomsons wird unter anderem von Wolfgang Stechow beschrieben und auf das gesamte Werk Caspar David Friedrichs bezogen, eine konkrete Ableitung aus der Strophe Winter auf das Gemälde Das Eismeer ist nicht bekannt.
Als wesentliche Versatzstücke in der Komposition des Gemäldes werden die Anregungen aus der Wirklichkeit besprochen. So war im Winter 1820/21 die Elbe bei Dresden gänzlich zugefroren, der Aufbruch der Eisdecke im Januar 1821 und das folgende Eistreiben gelten als seltenes Naturereignis, das von dem mit Friedrich befreundeten Arzt und Naturphilosophen Carl Gustav Carus (1789–1869) in seinem Tagebuch eindringlich beschrieben wurde:

„Die Gewalt des eindringenden Wassers auf jener Seite setzte endlich auch die diesseitigen Eismassen in Bewegung, und gegen die Ufer des Elbberges schoben sich jetzt, ernst und gewaltig, breite Schollen, gleich anschlagenden, erstarrten, übers Land fluthenden Meereswellen, weit herauf. (…) Ihre Dicke betrug von ein halb bis einen Fuß, die Farbe theils gelblich, theils ein durchscheinend grünlich Blau, ihre Breite 4, 6 bis 8 Fuß. Dahinter lag die weite, feste Eisdecke, an vielen Stellen jedoch schon geborsten, in den Spalten oft aufgerichtete kleinere Schollen, bald Baumzweige einklemmend.“

In dieser Zeit fertigte Friedrich mehrere Studien der Eisschollen an, davon einige in Öl auf Leinwandresten. Sie bezeugen sein Interesse an der Darstellung der zu verschiedenen Zeiten entstandenen Kristallisationen des Wassers und finden, wie der Text von Carus, ihre Entsprechung in der Darstellung des Eismeers. Ein besonderes Augenmerk gilt einer Skizze mit zwei Eisbrocken, die einen Pfeil bilden, ein Detail, dem später die bildkonzeptuell wichtige Funktion des Hinweises in der Diagonale zukommt. Die Skizzen gehören zu den selten erhaltenen Belegen der akribischen, in Ölfarbe ausgeführten Naturstudien Friedrichs und ihrer späteren detailgetreuen Verwendung in den Kompositlandschaften. Als Anschauungsmaterial in einer Vorlesung an der Dresdner Akademie über „die Bildung des Gletschereises“ wurden sie einige Jahre „zur augenscheinlichen Belehrung“ der Studenten genutzt. 1906 konnte Alfred Lichtwark sie für die Hamburger Kunsthalle erwerben. Sie gelten als Paradigma einer Naturbetrachtung, die im Kleinen den Gestaltplan des Großen widerspiegeln:

„Beobachte die Form genau, die kleinste wie die große, und trenne nicht das Kleine vom Großen.“

Ein weiterer Einfluss auf die Darstellung von tödlicher Kälte und existentieller Verlassenheit wird in einem Kindheitstrauma des Künstlers gesehen. Es gibt die Erzählung, er sei als Zwölfjähriger beim Schlittschuhlaufen eingebrochen. Sein ein Jahr jüngerer Bruder Christoffer konnte ihn retten, ertrank dabei selbst jedoch im aufgebrochenen Eis. Die Legende vom Schlittschuhlaufen wurde nach Friedrichs Tod von dem polnischen Grafen Atanazy Raczyński kolportiert:  „Friedrich malt die düsteren Gegenstände; öde Landflächen, Seewüsten, Polareis, Nebel, Schnee, Gletscher, Nacht, Kirchhöfe und dergleichen. Seine trübe Stimmung soll in dem Unglück, das ihm begegnet ist, seinen Grund haben. Er lief einst Schlittschuh: das Eis brach unter ihm; sein Bruder eilte ihm zur Hülfe; er ward gerettet, aber der Bruder ward ein Opfer seiner Liebe zu ihm.“ In der familiären Überlieferung ist hingegen davon die Rede, die beiden Brüder seien im Greifswalder Wallgraben mit einer als Boot verwendeten Holzwanne gekentert und Christoffer sei ertrunken, als der seinen Bruder retten wollte. Diese Darstellung kann mit „meteorologischen Temperaturreihen“ gestützt werden, die für 1787 mit einer Durchschnittstemperatur von 2,2 Grad den wärmsten Dezember des Jahrzehnts ausweisen, so dass sich aus meteorologischer Sicht in Greifswald keine Eisschicht auf den Gewässern bilden konnte.

## Einordnung in das Gesamtwerk
Der französische Bildhauer Pierre-Jean David d’Angers (1788–1856) beschrieb im Jahr 1834, nach einem Atelierbesuch bei Friedrich, dessen Werke als Dichtungen, die zum Träumen veranlassen, und prägte den Satz: „Voilà un homme qui a découvert la tragédie du paysage.“ D’Angers fasste damit prägnant die zentrale Frage des Malers nach der Darstellbarkeit der Natur zusammen: aus der „Durchdringung von Naturwahrheit“ wollte er in der Landschaftsmalerei eine neue Ebene der geistigen Aussage schaffen, menschliches Leben und Leiden sollte in der Natur sichtbar werden.

„Da der Mensch alles auf sich bezieht, findet er sich selbst verkörpert in den großen Krisen der Natur. (…) Den großen Szenen der Natur ist nichts hinzuzufügen; die Rolle ist nirgends größer, als wenn er die Tragödie der Landschaft für sich darstellt. Es gibt sehr wohl einen trauernden Mond und Schreie der Verzweiflung und des Schmerzes in Formationen der Wolken.“

Bereits in dem Gemälde Der Mönch am Meer aus den Jahren 1809/1810 ist diese Verkörperung prägnant komponiert, besprochen einerseits als unerbittliche Darstellung der „grausigen Einsamkeit“, aber auch als neue Stufe künstlerischer Erkenntnis in eben dem Sinne, dass Friedrich die Landschaftsmalerei aus dem Status des bloßen Hintergrunds heraushob. Die Jahre zwischen 1818 und 1825 gelten, mit einer Vielzahl von Motiven und Formgebungen, als die glücklichste Schaffenszeit des Künstlers, ohne dass er sich von seinem zentralen Thema entfernt hätte. Doch geriet er ab Mitte der 1820er Jahre mehr und mehr in das Abseits anderer Kunstauffassungen, insbesondere des Realismus, der die Wahrnehmung der Natur nicht mit Ideen belasten wollte, und des Biedermeiers, der eine Idealisierung der Natur bevorzugte. Friedrich hingegen lehnte es ab, die Umwelt im Bild zur gefälligen Landschaft zu verharmlosen. „Stattdessen versuchte er die Natur in ihrer abstrakten Größe zu zeigen und sie in einen kosmischen Zusammenhang mit dem Leben der Menschen zu rücken.“ So kann das 1824 entstandene Gemälde Das Eismeer als Ausdruck von Friedrichs Radikalität gesehen werden, dem Willen, sich nicht den neuen Fragen der Kunst unterzuordnen.

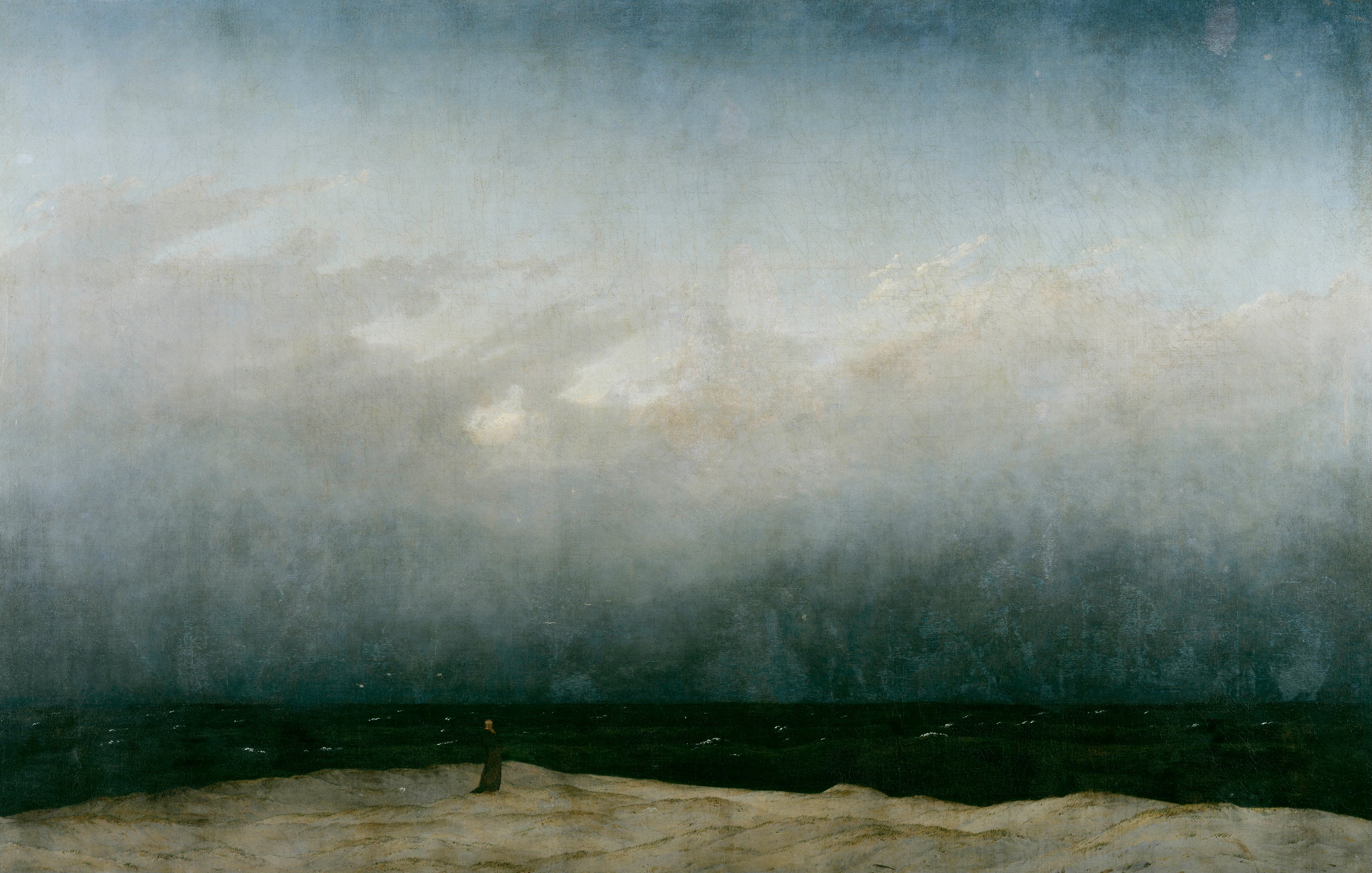
Mönch am Meer (1809/10)
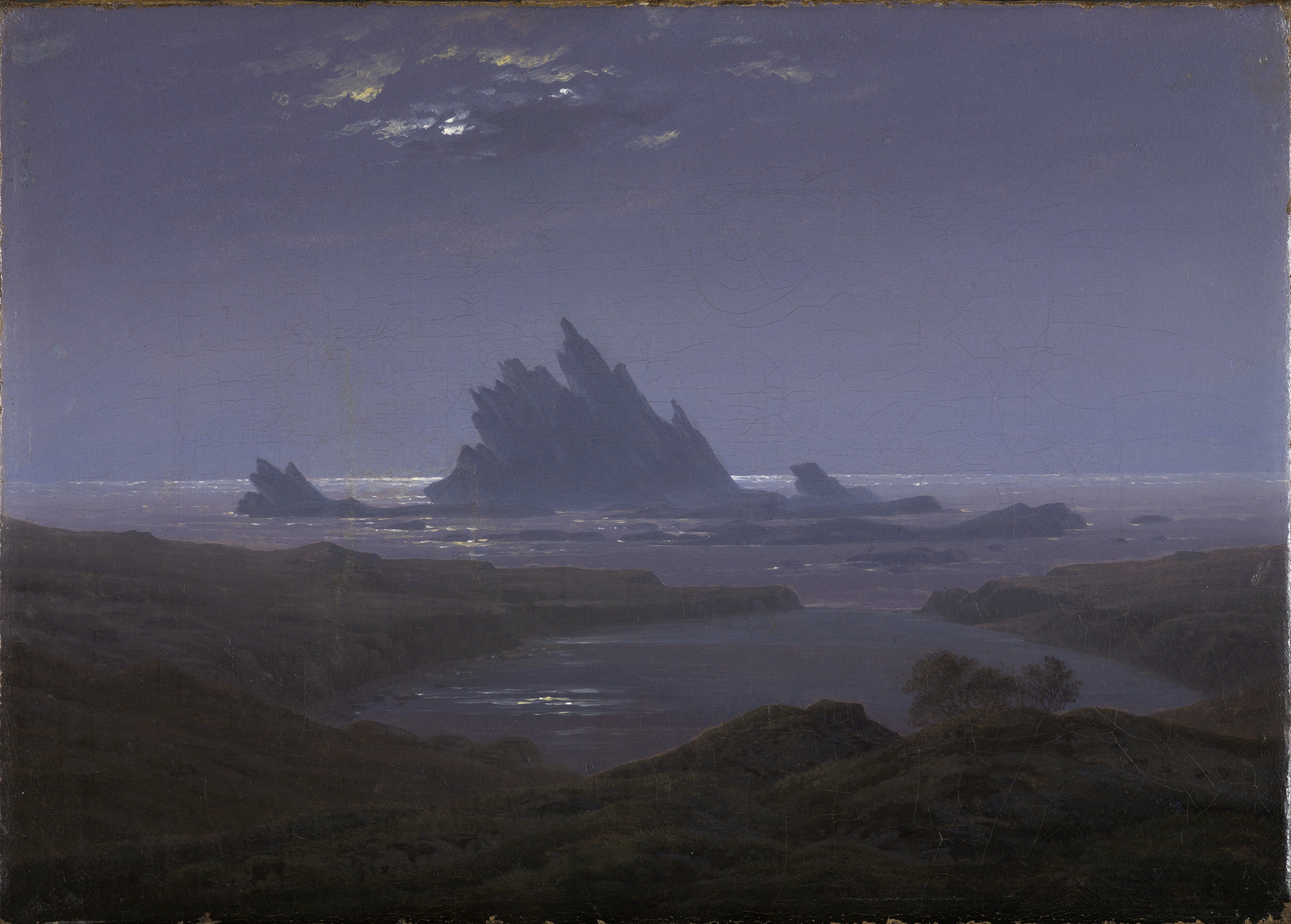
Felsenriff am Meeresstrand (1824)
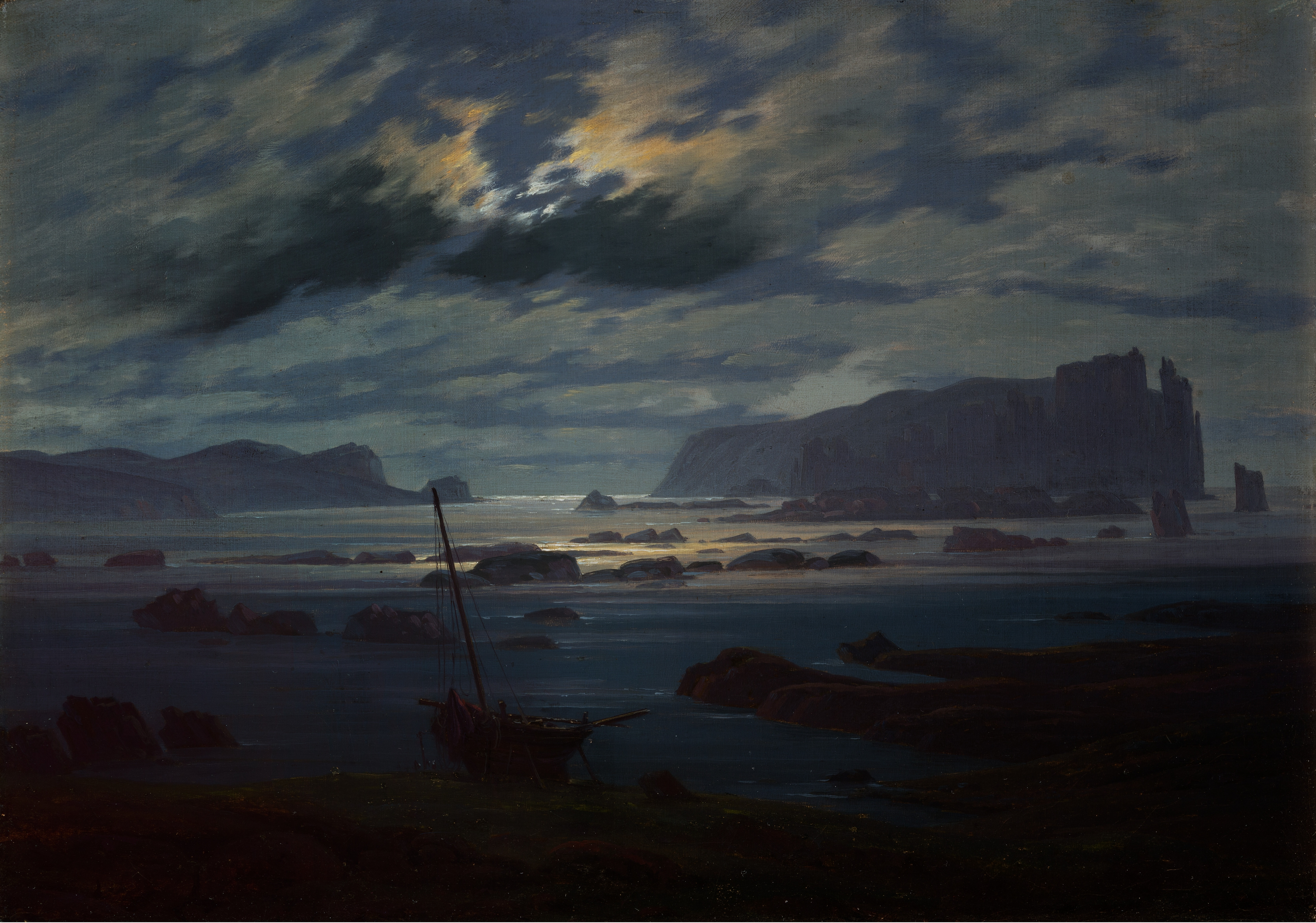
Nordische See im Mondlicht (1824)
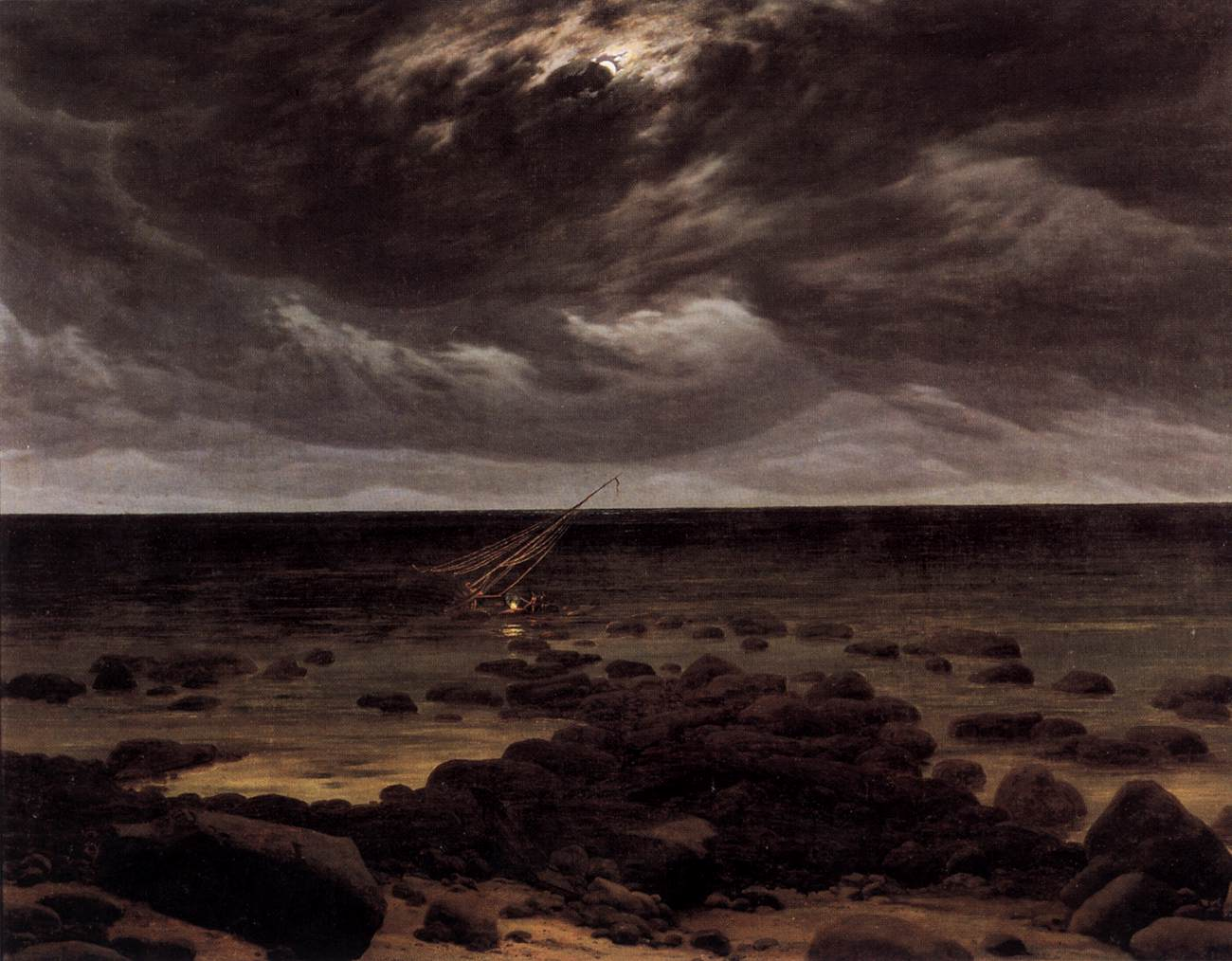
Meer mit Schiffswrack im Mondlicht (1825–1830)
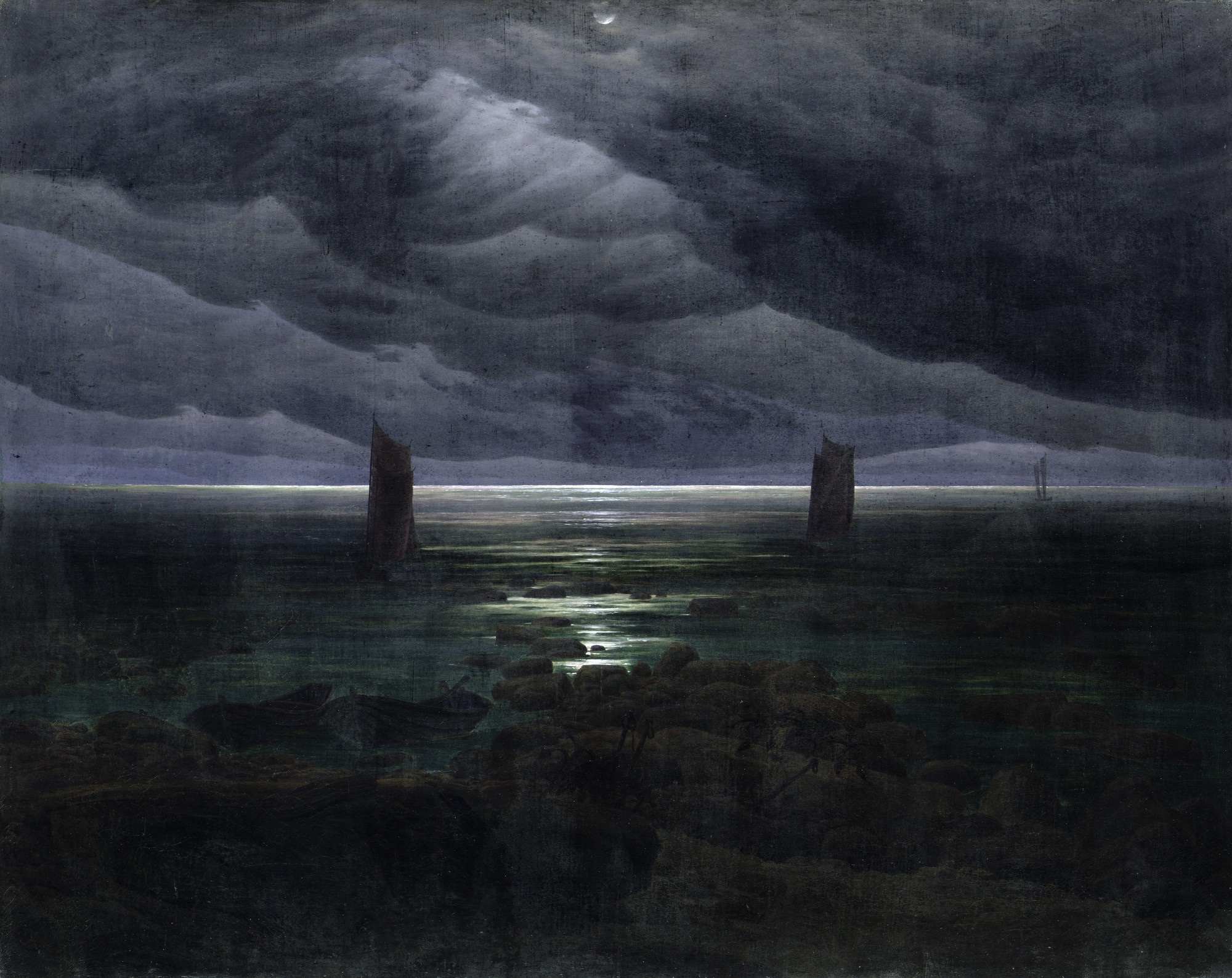
Meeresufer im Mondschein (1836)

Insbesondere aus der Schaffensperiode um 1824/25 werden einige Werke als gedanklich, motivisch oder thematisch verwandt angesehen. Im Gemälde Felsenriff am Meeresstrand, das die Westspitze der Isle of Wight bei Bournemouth darstellt, haben die aufragenden Felsnadeln Ähnlichkeit mit der Anordnung des Eises im Polarbild und weisen ebenfalls in einen aufbrechenden Himmel. Auch diese Ansicht kannte Friedrich nicht aus eigener Anschauung, sondern aus Berichten und graphischen Darstellungen. Die Nordische See im Mondlicht wurde zunächst als Scene aus der Nordsee mit bläulicher Ferne und Eisbergen im Hintergrund benannt, entstand aber vermutlich als norwegische Schärenlandschaft unter Verwendung von Bleistiftskizzen des Geologen Carl Friedrich Naumann (1797–1873). Ein späteres Gemälde zum Thema Schiffbruch ist Meer mit Schiffswrack im Mondlicht, das wie ein Gegenstück zum Eismeer aufgebaut ist. In dieser Darstellung können sich die Schiffbrüchigen des gestrandeten Seglers retten und tragen dabei das Licht mit sich. Elemente der steinigen Küstenlandschaft finden sich in dem letzten Gemälde Friedrichs, Meeresufer im Mondschein aus dem Jahr 1836 wieder. Dieses Gemälde, von dem nach einem Schlaganfall teils gelähmten Friedrich seinen Kräften geradezu abgetrotzt, gilt als summa seines bildnerischen Denkens. Die Grenzenlosigkeit, der entleerte Bildraum, die völlige Symmetrie und die beschränkte Farbskala in dunklen Tonwerten verdeutlichen die Todesahnung. Der sprichwörtliche Silberstreif am Horizont greift knapp, aber deutlich die in Friedrichs Werk allgegenwärtige Jenseitsverheißung auf.

## Rezensionen
„Jedem offenbart sich der Geist der Natur anders, darum darf auch keiner dem andern seine Lehren und Regeln als untrügliches Gesetz aufbürden. Keiner ist der Maßstab für alle, jeder nur Maßstab für sich und für die mehr oder weniger ihm verwandten Gemüter.“

Bei Friedrichs Zeitgenossen traf das Gemälde auf Unverständnis, so ist eine Äußerung des preußischen Königs Friedrich Wilhelm III. überliefert, der die Darstellung bezweifelte und meinte, „das große Eis im Norden möchte wohl anders aussehen“. Das Bild, vier Mal ausgestellt, fand keinen Käufer und wurde im Prinzip vergessen, bis es um die Wende zum 20. Jahrhundert zu einer Wiederentdeckung des Künstlers kam. Als Alfred Lichtwark es 1905 erwarb, schrieb er dazu in einem Brief: „Das ist (…) nach den wenigen Werken Friedrichs, die ich kenne, zu urteilen, das Große an ihm, daß er immer neue Bildgedanken hat.“ Seit es in der Hamburger Kunsthalle ausgestellt ist, wurde es in diesem Sinne vielfach besprochen und neu gedeutet. Es avancierte als „Programmbild und Resümee der Ziele und Absichten Friedrichs“ zu einem der Schlüsselwerke des 19. Jahrhunderts und zu einem hervorgehobenen Bild der Sammlung.

### Die Tragödie der Landschaft
Von der zeitgenössischen Kritik wurde das Gemälde Das Eismeer abgelehnt. So war zu der Ausstellung des Bildes in Prag im Jahr 1824 in der Besprechung zu lesen:

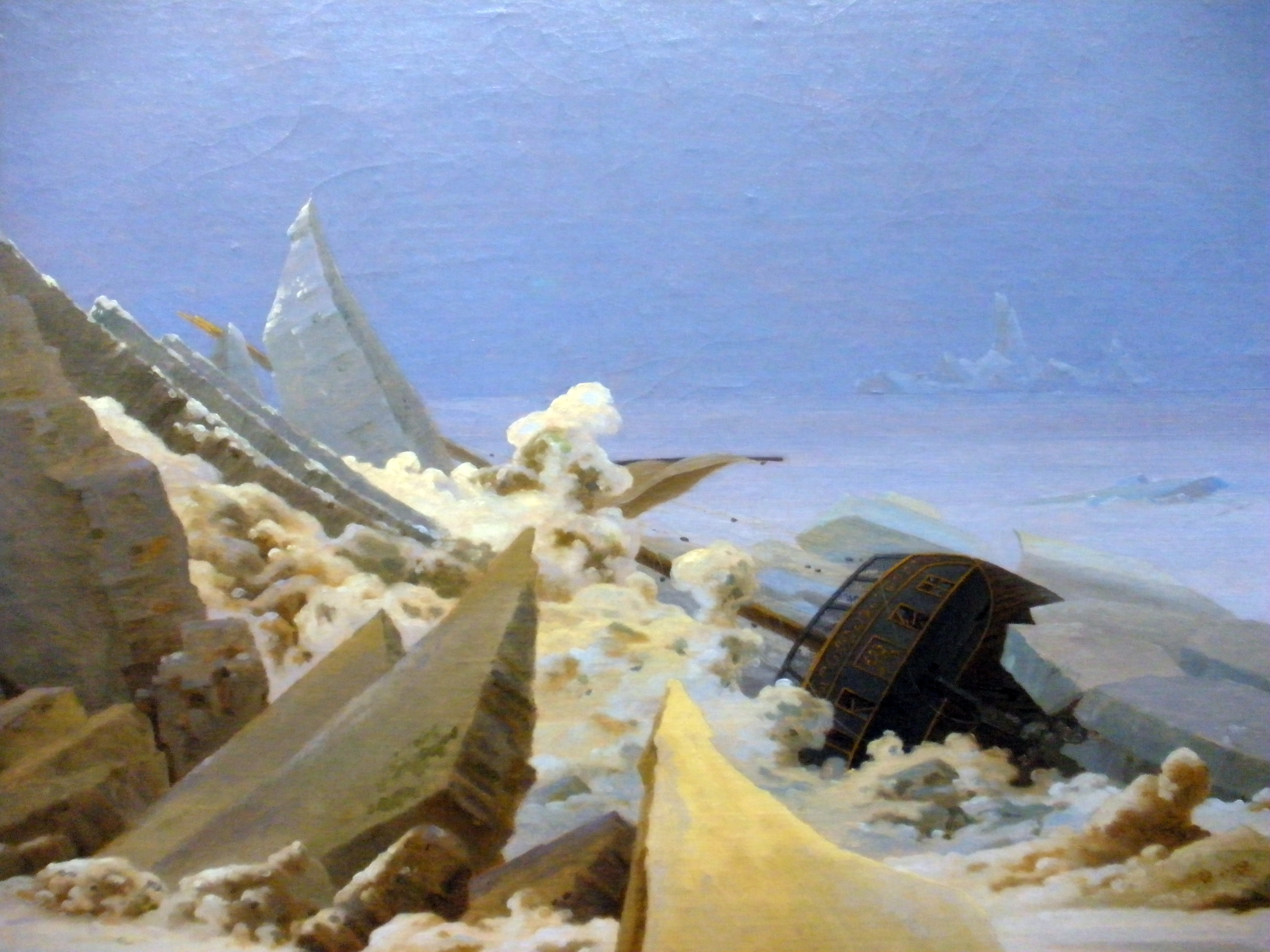
Detail aus dem Gemälde Das Eismeer

„So wenig der Tod uns geeignet scheint, als Gegenstand bildender Kunst, so wenig möchten wir eine so ganz leblose, einförmige öde Naturansicht einem Maler empfehlen. (…) Wir halten das Gemählde für Studium, das später in irgend einer Composition verarbeitet werden soll.“

Auch in der Rezension zur Dresdner Kunstausstellung im gleichen Jahr fand die Darstellung kein Verständnis:

„… deren eines wieder ein unglücklicher Schiffbruch auf dem Eismeere ist. Ich bekenne, daß ich solchen Gegenstände außer dem Gebiet der Malerei erachte, was in der That sollen die Farben, was die Seele in einige Eisklumpen hineinzaubern?“

Noch drastischer war die Rezension bei der Berliner Ausstellung des gleichen Jahres, bei der die ganze Kunst des Jahres herabgewürdigt wurde:

„Die Kunst schien in dem verflossenen Jahre keine bedeutenden Fortschritte gemacht zu haben, wenn einer der gefeierten Meister sich in krankhaften Fortschritte nach Neuheit und Seltsamkeit bis zu den starren Eisschollen des Nordmeers verstieg, von denen die eingekeilten Schiffstrümmer das nach Schönheit und Leben suchende Auge zurückscheuchten“

In Hamburg war das Gemälde anlässlich der ersten Exposition des Hamburger Kunstvereins vom 13. April bis 18. Mai 1826 zu sehen. Der Kritiker Carl Töpfer setzte sich intensiv mit dem Bild auseinander und kam zu dem Schluss, dass die Kräfte des technisch versierten Künstlers an der Größe des eigenen Vorhabens gescheitert seien:

„Der Gedanke, uns den Theil unseres Planeten vor den Blick zu bringen, wo ein ewiger Winter mit gewaltiger Faust die ungestüme Meereswoge gefesselt hält, wo Riesenschiffe an der Kraft der ungeheuren Eisgebirge zerschellen, hat etwas Erhabenes, aber auch etwas erschreckend Kühnes. (…) wir können aber unsere Phantasie nicht an einen Baumzweig knüpfen um einen Wald zu denken, wir können eine Woge nicht zu einem Meer ausarbeiten, Stücke gehäuften Eises führen uns nicht zur Anschauung des Eismeeres. (…) das gethürmte Eis wird nicht groß durch die Kleinheit des Schiffes, sondern das Schiff wird zu einem zersplitterten Modell, klein durch die Größe des Eises, und wir wähnen, einen geringen Theil des Oder- oder Elb-Eises zu sehen, in welches ein muthwilliger Knabe ein Miniaturschiffchen zerbrochen warf.“

Eine schriftlich festgehaltene positive Resonanz fand das Gemälde 1834 nach dem Atelierbesuch von David d’Angers, der insbesondere bei der Betrachtung des Eismeers, den im Zusammenhang mit Friedrichs Werk vielzitierten Ausdruck der Tragödie der Landschaft prägte:

„(…) ein Eisberg hat da ein Schiff verschlungen, von dem nur mehr Reste zu sehen sind. Eine große und schreckliche Tragödie; kein Mensch hat überlebt. Das ist gut überlegt, da sonst die Aufmerksamkeit zerteilt würde.“

Trotz der knappen Überlieferungen und der weitgehend negativen Resonanz klingen in den Äußerungen der Zeitgenossen die Grundgedanken an, die in den Rezensionen des 20. Jahrhunderts aufgegriffen werden. So finden Betrachtungen zur Allegorie von Tod und Zerstörung und zum Gedanken an etwas Erhabenes ihre Weiterführung.

### Allegorie der zerstörten Hoffnung

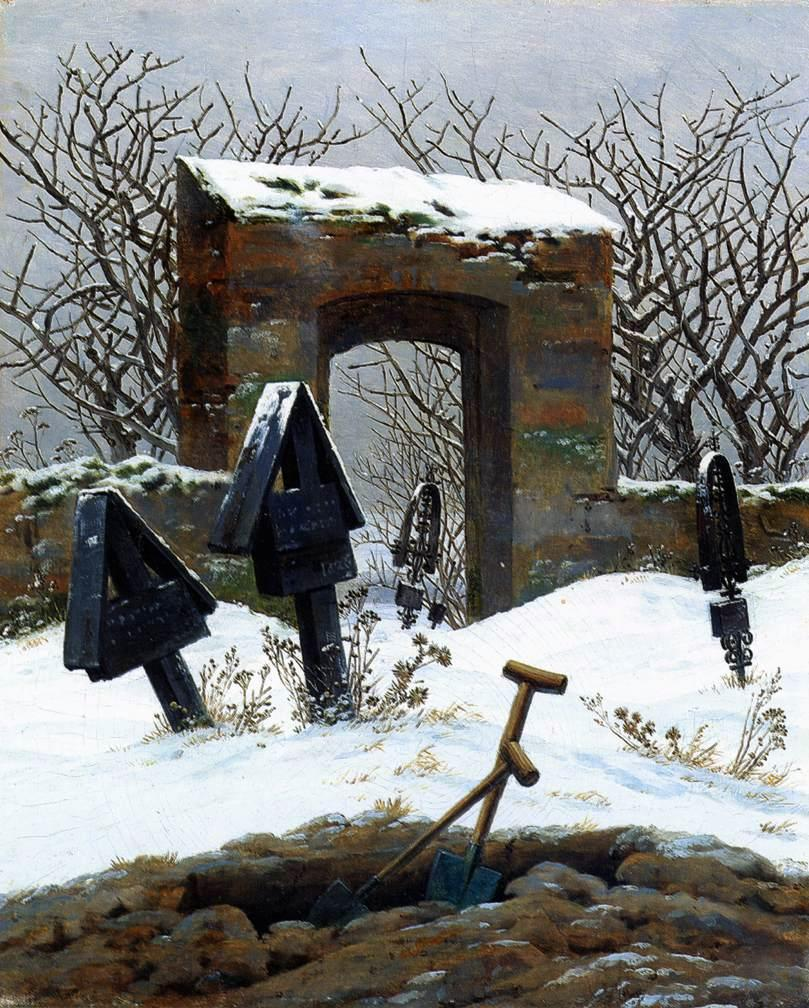
Friedhof im Schnee 1826

Als augenfällig im Motiv des Schiffbruchs und insbesondere im Zusammenhang mit dem aus der Verwechslung entstandenen jahrzehntelang gebräuchlichen Titel Die gescheiterte Hoffnung wurde das Gemälde unter ebendiesem Aspekt als Sinnbild der Enttäuschung betrachtet. So beschreibt der Kunsthistoriker Hermann Beenken 1944 eine Welt, „in der alles Lebendige längst dem Tod anheim gefallen ist und die Natur selber aus Eisschollen gleichsam ein Grabdenkmal aufbaut“. Er sieht es als Gleichnis dergestalt, dass der Tod alle Hoffnungen, bis auf die der Auferstehung, begräbt. Er stellt es damit in den Zusammenhang zu einem weiteren Vergänglichkeitsmotiv in Friedrichs Werk, den Friedhofs- und Grabdarstellungen, die seine beständige Auseinandersetzung mit dem Tod bezeugen. Auch in diesen Werken wird der Betrachter durch die formale Bildgestaltung als Beteiligter in einen Vorraum des Jenseits im Diesseits hineingezogen. So gilt sowohl für die Friedhofsbilder wie für die Übereinsetzung des Nordmeers mit einem eisigen Grab, dass der Realismus in der Darstellung in Beziehung zur „emotionierenden Kraft“ steht; das ästhetische Postulat entsteht aus dem Verhältnis des Menschen zum landschaftlichen Raum. Die Landschaft wird nicht um ihrer selbst willen, sondern als Zeugnis menschlicher Tragödie geschildert.
Im Besonderen aber bezieht sich die Symbolik der zerstörten Hoffnung sowohl auf Friedrichs persönliche Situation als auch auf die politischen Verhältnisse in Deutschland. Nach dem gewaltsamen Tod seines Freundes Gerhard von Kügelgen (1772–1820) zog er sich aus dem gesellschaftlichen Leben in Dresden zurück und galt als vereinsamt. Im Jahr 1824 berief man ihn zwar zum außerordentlichen Professor an der Dresdner Akademie, jedoch erhielt er nicht die begehrte Lehrbefugnis. Die Begründung lautete, dass seine Malerei zu düster sei, um eine „gedeihliche Ausbildung junger Künstler“ zu gewährleisten. Als Hintergrund wird seine politische Einstellung als Anhänger des liberalen Bürgertums gesehen. Die Darstellung der zerstörten Hoffnung im Gemälde Das Eismeer fällt zusammen mit dem enttäuschten Rückzug Friedrichs aus dem öffentlichen Leben und ruft wiederum Unverständnis und Ablehnung hervor. So stellt die Kunsthistorikerin Irma Emmrich 1974 fest: „Unter den beklemmenden deutschen Bedingungen beruhte das Mißvergnügen an den späteren Schöpfungen Friedrichs wohl eher auf der bohrenden Hartnäckigkeit, mit der ein kompromißloser Künstler die einstigen Ideale seines um nationale Befreiung und soziale Gerechtigkeit kämpfenden Volkes vertrat.“
Der Kunsthistoriker Helmut Börsch-Supan erweitert diese Deutung und weist darauf hin, dass der Darstellung von Zerstörung und Untergang im Vordergrund des Bildes, der Aspekt von Ewigkeit und Transzendenz im beleuchteten Hintergrund gegenübersteht. Zu Unrecht sei in diesem Bild „nur der Schrecken der Polarwelt gesehen worden.“ Die Zweischichtigkeit des Bildraums, die Darstellung des ewigen Eises und die Dynamik der zu Bergen geschichteten Eisschollen, die einer nach oben weisenden Geste entsprechen, sind die deutlichen Metaphern, in denen das Diesseits dem Jenseits gegenübergestellt wird. Friedrich habe im Eismeer das Nebeneinander von übermächtiger Natur und ohnmächtiger Leistung des Menschen zu einem augenfälligen Kontrast gesteigert und damit über eine abstrakte Allegorie hinaus eine an das Empfinden des Betrachters gerichtete symbolische Katastrophendarstellung geschaffen, die die nicht fassbare göttliche Größe aufzeigen will.

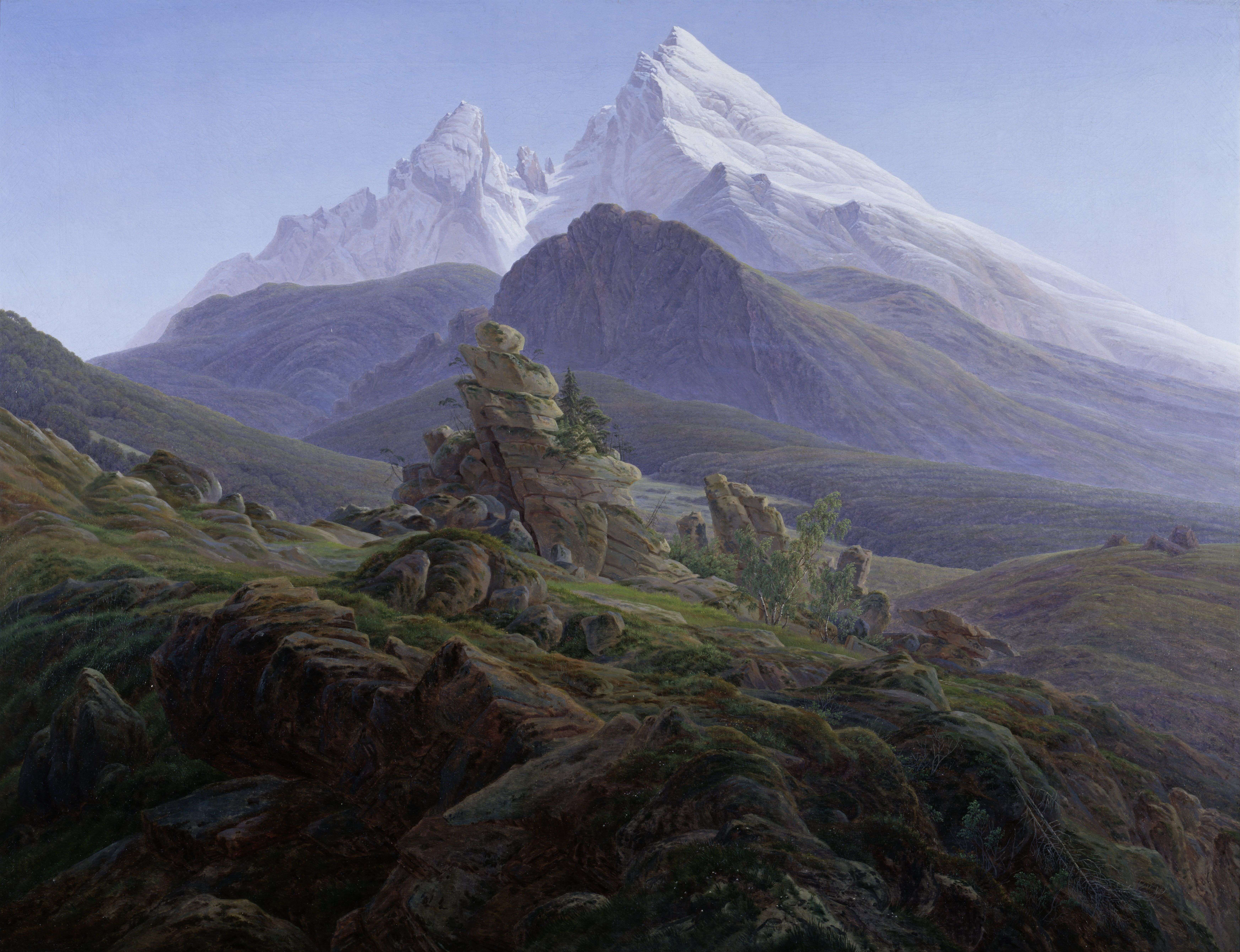
Der Watzmann (1824/25)

„Das ewige Eis bedeutet die Ewigkeit Gottes, das gescheiterte Schiff die Ohnmacht und Vergänglichkeit des Menschen im Gegensatz zu ihm und die Vergeblichkeit, Gottes Wesen rational zu erforschen. Bildbau und Farbigkeit drücken Feierlichkeit und Erhabenheit aus. Die Bildung der Eisschollen im Vordergrund lässt an Stufen eines Tempels denken. Der Betrachter muss diese Stufen in der Vorstellung emporsteigen, um auf die Ebene zu gelangen, auf der sich die zu dem klaren Himmel strebenden Eisberge erheben.“

Damit stellt Börsch-Supan die Aussage des Gemäldes in den Zusammenhang mit Werken wie Wanderer über dem Nebelmeer oder Der Watzmann, die mit zum Himmel strebenden Formen einen Ausdruck für die Göttlichkeit der Natur und deutliche Jenseitsverheißungen in sich tragen. Die Hamburger Kunsthalle würdigte im Jahr 2005 mit einer Ausstellung unter dem Titel Watzmann trifft Eismeer den kunsthistorischen Zusammenhang beider Gemälde.

### Das Erhabene
Eine anhaltende Bezeichnung für das Gesamtwerk Friedrichs und insbesondere für das Gemälde Das Eismeer ist der Begriff des Erhabenen. Bereits 1822 findet er sich bei Johann von Quandt in der Beschreibung des ersten Polarbilds, auch in der Kritik von Carl Töpfer 1826 wird er verwendet, Hermann Beenken greift ihn 1944 in seiner ausführlichen Deutung des Bildes auf und Helmut Börsch-Supan setzt sich 1974 mit diesem Hintergrund auseinander.
Dieser geistesgeschichtliche Begriff des Erhabenen geht auf Edmund Burke (1729–1797) und Immanuel Kant (1724–1804) zurück und wurde von Friedrich Schiller (1759–1805) dahingehend analysiert, dass, solange der Mensch Sklave seiner physischen Notwendigkeiten war, er von der Unfassbarkeit der Natur an die Grenzen seiner Vorstellungskraft gebracht wird, das Zerstörerische der Natur ihn aber an seine eigene physische Ohnmacht erinnert.

„Der Anblick unbegrenzter Fernen und unabsehbarer Höhen, der weite Ozean zu seinen Füßen und der größere Ozean über ihm entreißen seinen Geist der engen Sphäre des Wirklichen und der drückenden Gefangenschaft des physischen Lebens. (…) Wenn die Natur in ihren schönen organischen Bildungen (…) Gewalt erleidet, oder wenn sie, in ihren großen und pathetischen Szenen, Gewalt ausübt und als eine Macht auf den Menschen wirkt, da sie doch bloß als Objekt der freien Betrachtung ästhetisch werden kann, ist ihre Nachahmerin, die bildende Kunst, völlig frei, weil sie von ihrem Gegenstand alle zufällige Schranken absondert, und läßt auch das Gemüt des Betrachters frei, weil sie nur den Schein und nicht die Wirklichkeit nachahmt. Da aber der ganze Zauber des Erhabenen und Schönen nur in dem Schein und nicht in dem Inhalt liegt, so hat die Kunst alle Vorteile der Natur, ohne ihre Fesseln mit ihr zu teilen.“

Die Landschaftsbilder Caspar David Friedrichs sind zum Inbegriff des Erhabenen in der Kunst geworden und Das Eismeer bildet darin ein herausragendes Beispiel. Die Darstellung der zerstörerischen Naturgewalten in einem bühnenhaften Bildaufbau, zugängig und zugleich abgegrenzt durch die Stufen der vorderen Eisschollen, kann von dem Betrachter von einem leicht erhöhten Standpunkt überschaut werden. Sie entspricht damit dem ästhetischen Reiz der gewaltsamen Natur, der so lange gewährleistet ist, wie sie Anschauung bleibt und nicht zu einer realen Existenzbedrohung wird.
Doch wird diese Einordnung seit Ende des 20. Jahrhunderts hinterfragt und kontrovers diskutiert, da das Gemälde ebenso als Kritik an der philosophischen Theorie verstanden werden kann. So führt der Kunsthistoriker Johannes Grave im Jahr 2001 aus, das Bild lasse eben nicht den ästhetisch-wohligen Schauer des Betrachtens aufkommen, sondern vermittele den ganzen Schrecken der Hoffnungslosigkeit und des Untergangs. „Friedrich schlägt die Theoretiker des Erhabenen mit ihren eigenen Waffen.“ Dem Künstler war die zeitgenössische Philosophie über das Erhabene vermutlich bekannt und die zentralen Themen im Eismeer, menschliche Konfrontation mit Natur, Tod und Ewigkeit, beziehen das Erhabene ein, doch enthält Friedrichs Auffassung nicht die moralische Bedeutung, die dem Begriff innewohnt. In seinem Kunstschaffen hat Friedrich sich an seine inneren Bilder gehalten. Einer der Ratschläge des Künstlers lautete:

„Willst du wissen, was Schönheit sey? befrage die Herren Aesthetiker; beim Theetisch kann es dir nützen. Vor der Staffelei aber mußt du es fühlen was schön ist.“

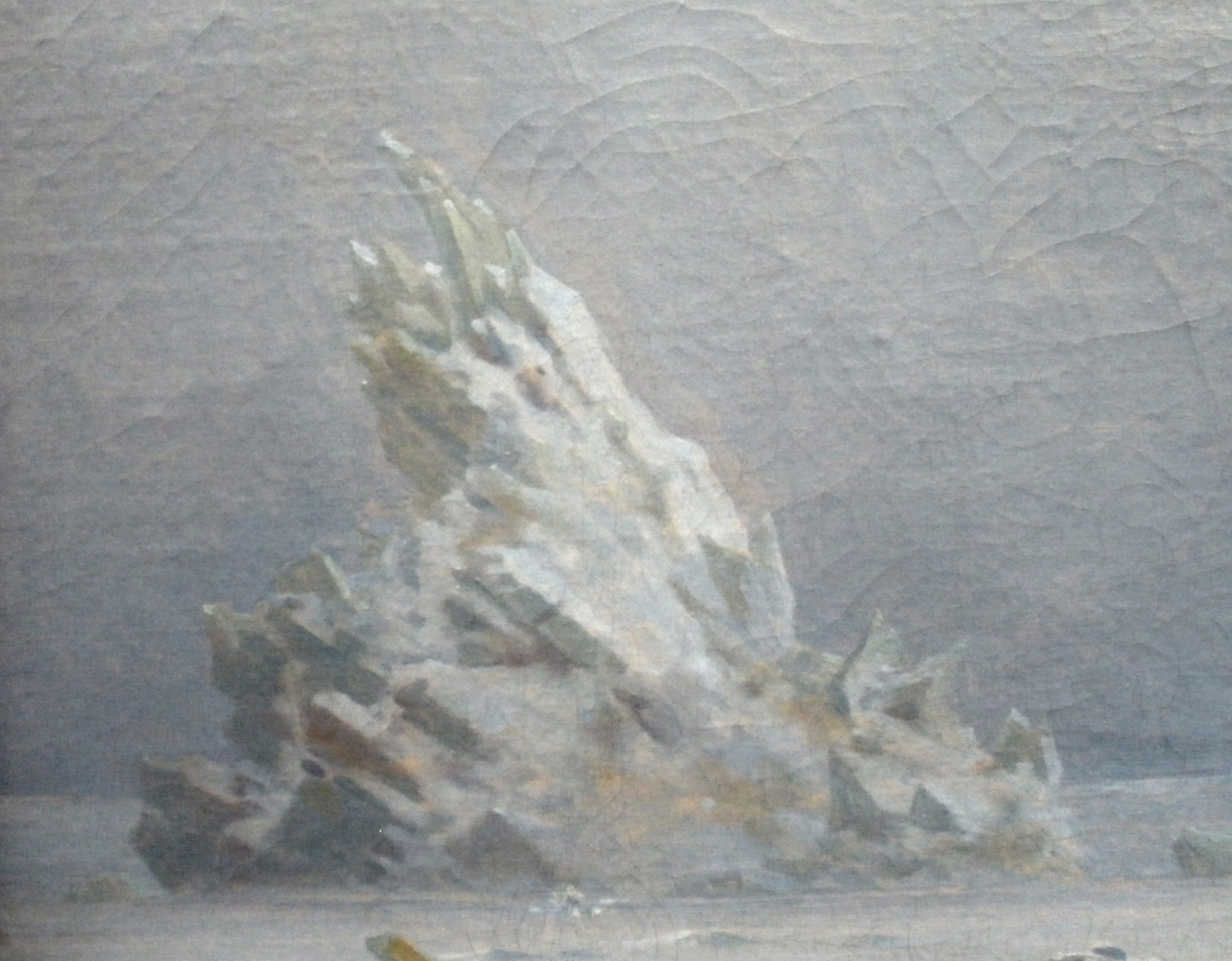
Detail aus dem Gemälde Das Eismeer

Auch nach Auffassung des Kunsthistorikers Peter Rautmann geht das Gemälde Eismeer über eine Anschauung des Erhabenen hinaus: Die Gegensätze im Bild zwischen dem „Grabfeld aus Eisplatten“ und der menschenleeren Natur im Hintergrund sind in widersprüchlicher Einheit präsent und fordern über die sinnliche Erfassung hinaus eine „Gedankenkunst“ der Erkenntnis. In den Ausführungen von Helmut Börsch-Supan, das Bild sei zu Unrecht als Darstellung des Schreckens der Polarwelt gedeutet worden, es sei vielmehr Ausdruck von Feierlichkeit und Erhabenheit, sieht Rautmann die potentiellen Konflikte als eingeebnet. Es sei nicht Schrecken oder Erhabenheit, „sondern beides als Gegenüber und Miteinander macht die rätselvolle Eigenart und schneidende Unbedingtheit des Bildes aus.“ Die Bildkomposition weist auf die Radikalität eines Umsturzes hin. Als freiheitlich-liberaler Mensch lehnte Friedrich Mitte der 1820er Jahre die politischen Verhältnisse in Deutschland ab. Zugleich war er als Christ erfüllt von der Hoffnung auf Erlösung in der Ewigkeit. Im Eismeer stellt er beides dar. Die Charakterisierung des Todes im Vordergrund als eine Zone der „Reinigung unsrer Leidenschaften“ befördert nicht nur unser „Mit-Leid“, sondern auch die Hoffnung auf ein ganz neues Leben im Sinne einer „Vorstellung vom Norden als einem Land der Freiheit“. Diese Hoffnung ist in den intensiven blauen Eismeer- und Himmelsraum verschoben, unnahbar in der Ferne und zugleich unzerstörbar.

„Der drohende und bedrohliche Eisberg in der Nähe verwandelt sich in einen märchenhaft-phantastischen Kristallpalast in der Ferne.(…) Der an den Rand der Gesellschaft gedrängte Friedrich kontert mit der radikalen Verneinung der bestehenden Zustände und dem Traum von einer ganz anderen Gesellschaft.“

## Rezeptionen

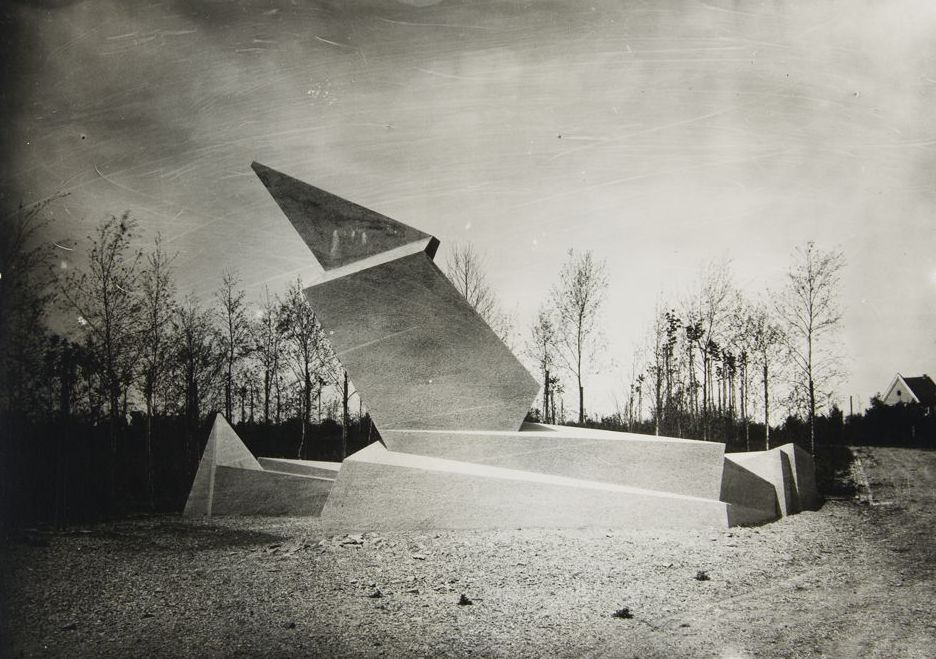
Walter Gropius: Denkmal der Märzgefallenen

Mit der späten Würdigung, der wachsenden Bedeutung des Gemäldes und den ausführlichen Auseinandersetzungen um dessen Inhalt im 20. Jahrhundert wird auch der Einfluss auf verschiedene Künstler und ihre Kunstwerke besprochen. Seit den 1970er Jahren, in denen durch große Ausstellungen das Werk Friedrichs zu internationaler Bekanntheit gelangte, mehrten sich zudem die direkten Rezeptionen.
- Als eine indirekte Ableitung der Chiffre der aufragenden Diagonale im Eismeer gilt Walter Gropius’ (1883–1969) Denkmal der Märzgefallenen. Das Mahnmal wurde 1922 auf dem Friedhof von Weimar errichtet, in Gedenken an die Menschen, die bei der Niederschlagung des Kapp-Putsches 1920 starben. Auch in diesem Werk geht es um eine Darstellung des Scheiterns, in dem zugleich aufstrebende Formen der Niederlage widersprechen und auf ein höheres Bestreben verweisen.[55] Das Denkmal wurde 1936 als sogenannte Entartete Kunst von den Nationalsozialisten zerstört.
- Caspar David Friedrich wurde von der nationalsozialistischen Propaganda als Maler der heimatlichen Landschaften adaptiert, in diesem Sinne deutete man auch Das Eismeer als eine Darstellung der Kräfte der nordischen Natur. Doch war diese Anpassung willkürlich und uneindeutig, so konnte es auch als Allegorie für den heroischen Tod im Eismeer stehen. Eine Umkehr fand in einem Gemälde des Marinemalers Claus Bergen (1885–1964) aus dem Jahr 1941 mit dem Titel Im Kampfgebiet des Atlantik statt, nicht Zerstörung und Tod werden hervorgehoben, sondern ein U-Boot, das die Kraft der deutschen Kriegsmarine und deren Erfolgswillen demonstriert.[56]
- Eine Beziehung zum Eismeer hat Joseph Beuys (1921–1986) in seiner Installation Blitzschlag mit Lichtschein auf Hirsch durch die darin enthaltene Bronzeplastik Boothia Felix geschaffen, benannt nach der kanadischen Halbinsel Boothia, westlich von Melville Island und nahe dem Magnetpol der Nordhalbkugel. Das Scheitern im Eis steht hier für das Scheitern der menschlichen Kommunikation.[57] Hans Dickel verweist zur Metapher der Kälte bei Casper David Friedrichs Eismeer und der Installation von Beuys auf den Mythos des Nordens als Ort eines Naturgeheimnisses, der sich in der Literatur der Romantik vor allem in den poetischen Deutungen von Magnetismus und Nordlicht etwa bei Johann Wilhelm Ritter oder Novalis äußerte.[58]

„Beide Künstler gelangten dabei an die Grenzen der Darstellbarkeit, an denen sie das Vorstellungsvermögen der Betrachter aktivieren müssen, um Gedanken an das nicht Darstellbare hervorzurufen. Statt den scheinbar vertrauten Umgang mit der Natur durch eine abbildende Landschaftsmalerei zu bestätigen, entrücken beide die Natur in den Bereich der Vorstellungskraft. Das Verhältnis des Menschen zum Kosmos wird dargestellt, als das Verhältnis des Sichtbaren zum Unsichtbaren.“

- Im Jahr 1997 inszenierte der Regisseur Herbert Wernicke am Theater Basel die Schubert-Oper von Maurizio Kagel Aus Deutschland und schuf dafür ein Bühnenbild, das das Eismeer Friedrichs aus aufgetürmten echten Klavierflügeln nachbildete, auf denen die Sänger als Gestalten aus den Schubert-Liedern, insbesondere aus dem Zyklus Winterreise herumkletterten. Das Szenario von Friedrich diente hier der Darstellung der resignativen Tendenzen in der zeitgenössischen Musik seiner Zeit, auf die sich Kagel als auf ein Ensemble von deutschen Mythen in seiner Re-Komposition bezieht.[59]

- 1998 schuf Gottfried Helnwein in direkter Anlehnung das Werk Untitled (After Caspar David Friedrich).[60]
- Im Jahr 2005 inszenierte der Installationskünstler Marius Heckmann (geboren 1957) unter dem Titel Porträt H. – Die gescheiterte Hoffnung in einem alten Stadtbad in Berlin eine Performance. Mit Versatzstücken aus Malerei, plastischer Rekonstruktion und Tondokumenten stellte er Friedrichs Eismeer dem kulturellen und ästhetischen Selbstverständnis des Nationalsozialismus kritisch gegenüber.[61]
- Eine direkte Rezeption hat der Künstler Hiroyuki Masuyama (geboren 1968) mit der Fotomontage Das Eismeer 1823–1824 im Jahr 2007 geschaffen. Aus etwa 700 Fotografien in einem LED-Leuchtkasten zusammengefügt und technisch bearbeitet, hat er die Landschaftsdarstellung neu konstruiert und zu einer bildlichen Einheit verschmolzen. In einem Rückgriff auf die Entstehungsgeschichte des Gemäldes Das Eismeer ist statt des Schiffswracks im Eis ein kleines Holzboot eingeklemmt, am Horizont wiederum ist ein Ufer mit städtischer Bebauung erkennbar. Die Hamburger Kunsthalle hat dieses Werk 2008 erworben.[62]

- Seit Mai 2010 liegt im Hafenbecken von Oslo, etwa 60 Meter vor dem Opernhaus, die weiße Skulptur Hun ligger/She lies der in Berlin lebenden italienischen Künstlerin Monica Bonvicini. Das Objekt ist den aufgetürmten Eismassen des Gemäldes nachempfunden, misst 17 × 16 × 12 Meter und wurde aus Stahl und Glas angefertigt.
- Der Fotokünstler James Casebere bezieht sich in seiner Arbeit Sea of Ice, 2014, Archivar Pigment-Druck, Collection of Santiago Sepulveda and Gloria Cortina, Vail, CO, direkt auf Caspar David Friedrichs Gemälde.[63]